# 2025-ös NBA-rájátszás
A 2025-ös NBA-rájátszás 2025. április 19-én kezdődött és júniusban fejeződött be az NBA-döntővel.

## Lebonyolítás
2021-től az alapszakaszból a teljesítmények alapján (győzelem–vereség arány) automatikusan a főcsoportok első hat–hat helyezettje jut a rájátszásba. A teljesítmények alapján a csapatok az 1–6. kiemeléseket kapják. A hetediktől a tizedik helyezettig a csapatok részt vesznek a play-in tornán. A hetedik és a nyolcadik csapat játszik először egymás ellen, ahol a győztes megkapja a 7. helyezést. Ezen mérkőzésnek a vesztese játszik ezt követően a kilencedik és tizedik helyezett közötti mérkőzés győztesével, hogy eldöntsék ki kapja meg az utolsó, nyolcadik helyet. Mindkét főcsoportnak külön play-in tornája van. A rájátszás első fordulójában a főcsoportok kiemeltjei a következő párosítások szerint mérkőznek meg egymással: 1–8, 2–7, 3–6, és 4–5. Mindegyik forduló négy nyert mérkőzésig tart, azaz egy párosítás legalább négy, de legfeljebb hét mérkőzésből állhat. A párosítások győztesei a második fordulóba, a főcsoport-elődöntőbe jutnak, ahol az 1–8 és a 4–5 párosítások győztesei, valamint a 2–7 és a 3–6 párosítások győztesei játszanak. A két győztes jut a harmadik fordulóba, a főcsoportdöntőbe. A főcsoportdöntők győztesei játsszák az NBA-döntőt. A rájátszást az NBA-döntő zárja, amelyen a két főcsoport győztese vesz részt. A NBA-döntő győztese lesz az NBA bajnoka.

## Áttekintés

### Általános
- A Dallas Mavericks lett az első csapat a 2019–2020-as Golden State Warriors óta, amely nem jutott be a rájátszásba azt követően, hogy az előző szezonban a döntőben játszottak.
- Az első forduló utolsó és a főcsoport-elődöntő első mérkőzésén a Minnesota Timberwolves hárompontos-hatékonysága 12/76 (15,8%) volt összességében, a legrosszabb mutató az NBA-rájátszások történetében.

Play-in
- Hosszabbításban szerzett győzelmükkel az Atlanta Hawks ellen a Miami Heat lett az első alapszakaszban tizedik helyezett csapat, amely a play-inből a rájátszásba jutott.

Első forduló
- A Thunder 51 pontos győzelme a Grizzlies ellen a legnagyobb különbségű győzelem volt egy rájátszás-sorozat nyitómérkőzésén az NBA történetében.[1]
- A Pistons győzelme a második mérkőzésen a Knicks ellen a csapat első sikere volt a rájátszásban 2008 óta, egy 15 mérkőzéses vereség-sorozatnak vetetetek véget, amely a leghosszabb az NBA történetében.[2]
- A Cavaliers 11 hárompontost értékesített a második negyedben a Heat elleni második mérkőzésen, amely rekord.[3]
- A Thunder egy 26 pontos félidei hátrányból visszatérve tudta megnyerni harmadik mérkőzését a Grizzlies ellen, a legnagyobb különbségű vesztes helyzetből nyerni tudó csapat lettek a rájátszások történetében.[4]
- Azzal, hogy a Thunder veretlenül kiejtette a Grizzliest, sorozatban ez lett a 49. rájátszás, amelyben ilyen típusú győzelem megtörtént.
- A Cavaliers 55 pontos győzelme a Heat ellen a legnagyobb különbségű sorozatot eldöntő siker volt az NBA történetében.[5]
- A Cavaliers a négy mérkőzése alatt a Heat ellen 122 pontos pontkülönbséget halmozott fel, amely a legtöbb a liga történetében.[5]
- A Lakers legyőzésével a Timberwolves a csapat történetében először nyert egymást követő években rájátszás-sorozatot.
- A Knicks és a Pistons párharca a második sorozat volt az NBA történetében, amelyben a két csapat által szerzett pontok különbsége sorozatban négy mérkőzésen is legfeljebb három volt.
- A Nuggets és a Clippers párharca volt az első a 2025-ös rájátszásban, amelyben hetedik mérkőzésig jutottak a csapatok, sorozatban a 26. rájátszás lett, amelyben legalább egy sorozat hét találkozón dőlt el.
- A Rockets és a Warriors hét mérkőzéses sorozata következtében 2020 óta ez volt az első rájátszás, amelyben az első fordulóban két hetedik mérkőzést is játszottak a csapatok.
- Ez mindössze a harmadik szezon, amelyben LeBron James kiesett az első fordulóban.
- A Denver Nuggets a második csapat lett a liga történetében, amely mindkét Los Angeles-i csapatot kiejtette.
- A hetedik helyezett Warriors hét mérkőzésen győzte le a második helyezett Houstont, amely mindössze a hetedik alkalom volt az NBA történetében, hogy a hetedik legyőzte a másodikat az első fordulóban. Ezek mellett mindössze a harmadik eset volt (második három éven belül), hogy ez egy hétmérkőzéses sorozatban történt meg.
- A Warriors az első hetedik helyezett lett, amely háromszor is legyőzte a második helyezettet (1989, 1991 után).

Főcsoport-elődöntő
- A keleti főcsoportban ugyanaz a négy csapat jutott a főcsoport-elődöntőbe, mint az előző évben, de a párosítások mások: a Cavaliers a Pacers ellen játszik, míg a Celtics a Knicks ellen.
- A nyugati főcsoportban a Thunder és a Nuggets párosításában két MVP-jelölt is szerepel: Shai Gilgeous-Alexander és Nikola Jokić. Ez legutóbb 2017-ben történt meg, mikor James Harden és a Rockets legyőzte Russell Westbrookot és a Thundert 4–1-re. Westbrook lett abban az évben az MVP, míg harden második helyezett volt.[6]
- Ez mindössze a harmadik alkalom az NBA történetében, hogy a hatodik helyezett a hetedikkel mérkőzik meg a főcsoport-elődöntőben. A korábbi esetek 1987-ben (Rockets vs. SuperSonics) és 2023-ban (Lakers vs. Warriors) történtek meg.
- A párharc első mérkőzésén a Celtics beállította a rekordot a rájátszásban a legtöbb kihagyott hárompontosért (45).
- Az első mérkőzésen szerzett mérkőzést eldöntő kosarával Aaron Gordon lett a play-by-play-éra (1996–1997 óta), aki egy rájátszásban több mérkőzésen is győztes pontokat szerzett idegenben a mérkőzés utolsó öt másodpercén belül.
- Az első mérkőzések mindegyikét az idegenbeli csapat nyerte meg, először az NBA történetében.[7]
- Az első és második mérkőzésen a Celtics ellen a Knicks az első csapat lett az NBA történetében, akik két egymást követő rájátszás-mérkőzésben is legalább 20 pontos hátrányból jöttek vissza.
- A Cavaliers és a Celtics az első csapat lett az 1992–1993-as Phoenix Suns óta, akik a főcsoportdöntőbe jutás előtt 2–0-ás hátrányba kerültek egy párharcban, azt követően, hogy az alapszakaszban legalább 60 mérkőzést megnyertek.[8]
- A Thunder 87 pontot szerzett a Nuggets elleni második mérkőzésük első felében, NBA-rekordot döntve első félidőben szerzett pontokért a rájátszásban, illetve beállítva az NBA-rájátszás-rekordot egy félidőben szerzett pontokért (1978-ban a Milwaukee Bucks 87-et szerzett szintén a Nuggets ellen a második félidőben).[9]
- A Pacers 41 ponttal vezetett a negyedik mérkőzés félidejében a Cavaliers, amellyel beállították a korábban Cleveland által 2017-ben állított rekordot.[10]
- A Cavaliers volt az első keleti főcsoportos csapat, amely megnyert legalább 62 mérkőzést az alapszakaszban és nem jutott be a főcsoportdöntőbe.[11]
- A Cavaliers és a Celtics kiesésével 2007 óta először történt meg, hogy két csapat, amely megnyert legalább 60 mérkőzést, nem jutott be a főcsoportdöntőbe.
- A Denver Nuggets és a Boston Celtics kiesésével biztos lett, hogy hét éven belül a hetedik különböző bajnokot fogja avatni az NBA, amely még soha nem történt meg.

Főcsoportdöntő
- A Boston Celtics kiesésével a New York Knicks ellen az elődöntőben, ez lesz sorozatban a hatodik főcsoportdöntő a címvédő NBA-bajnok nélkül.
- 2021 óta először nem jutott be se az első, se a második helyezett a keleti főcsoportdöntőbe.
- A főcsoportdöntőben négy olyan csapat szerepel, amely vagy soha, vagy legalább 40 éve nem nyert bajnoki címet:
  - A New York Knicks legutóbb 1973-ban volt bajnok.
  - Az Oklahoma City Thunder legutóbb 1979-ben volt bajnok, amikor a csapat még Seattle SuperSonics néven játszott.
  - Az Indiana Pacers soha nem lett bajnok azóta, hogy 1976-ban csatlakozott a bajnoksághoz az ABA és az NBA egyesülése óta.
  - A Minnesota Timberwolves soha nem lett bajnok és nem jutott be a döntőbe azóta, hogy az 1989–1990-es szezonban csatlakozott a ligához.
- Ez az első keleti főcsoportdöntő 2004 óta, amelyben nem szerepel a Boston Celtics, a Miami Heat, a Milwaukee Bucks vagy a Cleveland Cavaliers.
- Ez az első nyugati főcsoportdöntő 1996 óta, amelyben nem szerepel a Dallas Mavericks, a Los Angeles Lakers, a Golden State Warriors, a Phoenix Suns vagy a San Antonio Spurs.
- Az Indiana Pacers lett az első csapat a rájátszásban, akik úgy nyertek, hogy 9 pontos hátrányuk is volt a mérkőzés utolsó percében, mindezt ráadásul a főcsoportdöntő első mérkőzésén a New York Knicks ellen érték el.
- Az Oklahoma City felülmúlta a 2019-es Toronto Raptors +79-es labdaeladás-különbségét, ami az NBA rájátszástörténetének legnagyobb ilyen mutatója egyetlen playoff során. A Toronto 24 mérkőzés alatt érte el ezt a teljesítményt, míg az Oklahoma City a 12. meccsén már túl is szárnyalta.[12]
- A 4. mérkőzésen Tyrese Haliburton lett az első játékos az NBA rájátszás történetében, aki egy mérkőzésen 30 pontot, 15 gólpasszt és 10 lepattanót ért el labdaeladás nélkül.[13]
- Az NBA történetében harmadszor fordult elő, hogy a Minnesota Timberwolves nem jutott be a döntőbe, miután vereséget szenvedett a főcsoportdöntőben – ez korábban 2004-ben és 2024-ben történt meg.

Döntő
- A Thunder a legfiatalabb csapat, amelyik bejutott az NBA-döntőbe az 1977-es Portland Trail Blazers óta

### Rájátszás-szereplések
Bejutott
- A Boston Celtics sorozatban tizenegyedjére jutott a rájátszásba, amely jelenleg a leghosszabb sorozat az NBA-ben.
- A Milwaukee Bucks sorozatban kilencedjére jutott a rájátszásba.
- A Denver Nuggets sorozatban hetedjére jutott a rájátszásba.
- A Minnesota Timberwolves sorozatban negyedjére jutott a rájátszásba. A csapat történetének második leghosszabb sorozata.
- A Cleveland Cavaliers sorozatban harmadjára jutott a rájátszásba. Ezek mellett a keleti főcsoport legjobb csapata lett az alapszakaszban 2016 óta, és története során először LeBron James nélkül.
- A Los Angeles Clippers és a Los Angeles Lakers is sorozatban harmadjára jutott a rájátszásba.
- A New York Knicks sorozatban harmadjára jutott a rájátszásba.
- Az Oklahoma City Thunder sorozatban másodjára jutott a rájátszásba, és a csapat történetének legjobb alapszakasz-mutatóját érte el. Történetében először nyerte el a Maurice Podoloff-trófeát a franchise.
- Az Indiana Pacers sorozatban másodjára jutott a rájátszásba.
- A Houston Rockets 2020 óta először jutott a rájátszásba.
- A Detroit Pistons 2019 óta először jutott a rájátszásba.

Play-in
- A Chicago Bulls sorozatban harmadjára szerepel a play-in tornán.
- Az Atlanta Hawks sorozatban harmadjára szerepel a play-in tornán.
- A Miami Heat sorozatban harmadjára szerepel a play-in tornán.
- A Sacramento Kings sorozatban másodjára szerepel a play-in tornán.
- A Golden State Warriors sorozatban másodjára szerepel a play-in tornán.
- A Memphis Grizzlies 2021 óta először fog részt venni a play-in tornán.
- Az Orlando Magic története során először fog részt venni a play-in tornán.
- A Dallas Mavericks története során először fog részt venni a play-in tornán.

Nem jutott be
- A Charlotte Hornets sorozatban kilencedjére nem jutott a rájátszásba, amely jelenleg a leghosszabb sorozat. 2004-es újraalakulása óta a csapat mindössze háromszor szerepelt a rájátszásban és egyszer se jutott az első fordulónál tovább.
- A San Antonio Spurs sorozatban hatodjára nem jutott a rájátszásba. 1998 óta ezen szezonok kivételével a csapat mindig szerepelt a rájátszásban.
- A Portland Trail Blazers sorozatban negyedjére nem jutott a rájátszásba, azt követően, hogy előtte nyolc évig minden évben ott voltak.
- A Washington Wizards sorozatban negyedjére nem jutott a rájátszásba.
- A Utah Jazz sorozatban harmadjára nem jutott a rájátszásba.
- A Toronto Raptors sorozatban harmadjára nem jutott a rájátszásba.
- A Brooklyn Nets sorozatban másodjára nem jutott a rájátszásba.
- A New Orleans Pelicans 2024 óta először nem jutott a rájátszásba.
- A Phoenix Suns 2020 óta először nem jutott a rájátszásba.
- A Philadelphia 76ers 2017 óta először nem jutott a rájátszásba.

## Kvalifikáció

### Tabella
- z – Hazai pálya előny az egész rájátszásban
- c – Hazai pálya előny a főcsoportdöntőig
- y – Csoportgyőztes
- x – Rájátszásba jutott
- o – Már nem juthat rájátszásba
- * – csoportvezető
- pi – Play-in-be jutott

| Keleti főcsoport |                           |    |    |      |      |
| Hely.            | Csapat                    | Gy | V  | %    | GB   |
| 1.               | c – Cleveland Cavaliers * | 64 | 18 | .780 | –    |
| 2.               | y – Boston Celtics *      | 61 | 21 | .744 | 3.0  |
| 3.               | x – New York Knicks       | 51 | 31 | .622 | 13.0 |
| 4.               | x – Indiana Pacers        | 50 | 32 | .610 | 14.0 |
| 5.               | x – Milwaukee Bucks       | 48 | 34 | .585 | 16.0 |
| 6.               | x – Detroit Pistons       | 44 | 38 | .537 | 20.0 |
|                  |                           |    |    |      |      |
| 7.               | y – Orlando Magic *       | 41 | 41 | .500 | 23.0 |
| 8.               | pi – Atlanta Hawks        | 40 | 42 | .488 | 24.0 |
| 9.               | pi – Chicago Bulls        | 39 | 43 | .476 | 25.0 |
| 10.              | pi – Miami Heat           | 37 | 45 | .451 | 27.0 |

| Nyugati főcsoport |                             |    |    |      |      |
| Hely.             | Csapat                      | Gy | V  | %    | GB   |
| 1.                | z – Oklahoma City Thunder * | 68 | 14 | .829 | –    |
| 2.                | y – Houston Rockets *       | 52 | 30 | .634 | 16.0 |
| 3.                | x – Los Angeles Lakers *    | 50 | 32 | .610 | 18.0 |
| 4.                | x – Denver Nuggets          | 50 | 32 | .610 | 18.0 |
| 5.                | x –Los Angeles Clippers     | 50 | 32 | .610 | 18.0 |
| 6.                | x – Minnesota Timberwolves  | 49 | 33 | .598 | 19.0 |
|                   |                             |    |    |      |      |
| 7.                | pi – Golden State Warriors  | 48 | 34 | .585 | 20.0 |
| 8.                | pi – Memphis Grizzlies      | 48 | 34 | .585 | 20.0 |
| 9.                | pi – Sacramento Kings       | 40 | 42 | .488 | 28.0 |
| 10.               | pi – Dallas Mavericks       | 39 | 43 | .476 | 29.0 |

### Bejutott csapatok

#### Keleti főcsoport
| Hely | Csapat              | Mutató | Dátum      | Dátum       | Dátum           | Dátum                         | Dátum                     |
| Hely | Csapat              | Mutató | Play-in    | Rájátszás   | Csoportgyőzelem | Legjobb mutató a főcsoportban | Legjobb mutató az NBA-ben |
| ---- | ------------------- | ------ | ---------- | ----------- | --------------- | ----------------------------- | ------------------------- |
| 1    | Cleveland Cavaliers | 64–18  | —          | március 5.  | március 11.     | április 8.                    | —                         |
| 2    | Boston Celtics      | 61–21  | —          | március 14. | március 29.     | —                             | —                         |
| 3    | New York Knicks     | 51–31  | —          | március 27. | —               | —                             | —                         |
| 4    | Indiana Pacers      | 50–32  | —          | április 1.  | —               | —                             | —                         |
| 5    | Milwaukee Bucks     | 48–34  | —          | április 5.  | —               | —                             | —                         |
| 6    | Detroit Pistons     | 44–38  | —          | április 4.  | —               | —                             | —                         |
| 7    | Orlando Magic       | 41–41  | április 4. | április 15. | április 9.      | —                             | —                         |
| 8    | Miami Heat          | 37–45  | április 3. | április 18. | —               | —                             | —                         |

#### Nyugati főcsoport
| Hely | Csapat                 | Mutató | Dátum       | Dátum       | Dátum           | Dátum                         | Dátum                     |
| Hely | Csapat                 | Mutató | Play-in     | Rájátszás   | Csoportgyőzelem | Legjobb mutató a főcsoportban | Legjobb mutató az NBA-ben |
| ---- | ---------------------- | ------ | ----------- | ----------- | --------------- | ----------------------------- | ------------------------- |
| 1    | Oklahoma City Thunder  | 68–14  | —           | március 12. | március 12.     | március 20.                   | április 9.                |
| 2    | Houston Rockets        | 52–30  | —           | április 2.  | április 2.      | —                             | —                         |
| 3    | Los Angeles Lakers     | 50–32  | —           | április 9.  | április 11.     | —                             | —                         |
| 4    | Denver Nuggets         | 50–32  | —           | április 13. | —               | —                             | —                         |
| 5    | Los Angeles Clippers   | 50–32  | —           | április 13. | —               | —                             | —                         |
| 6    | Minnesota Timberwolves | 49–33  | —           | április 13. | —               | —                             | —                         |
| 7    | Golden State Warriors  | 48–34  | április 13. | április 15. | —               | —                             | —                         |
| 8    | Memphis Grizzlies      | 48–34  | április 11. | április 18. | —               | —                             | —                         |

## Play-in szakasz

### Keleti főcsoport
|  |                                        |                                        |                                        |               |               |                |                |                |              |  |                  |                  |                  |
|  | 7. helyezésért és a második fordulóért | 7. helyezésért és a második fordulóért | 7. helyezésért és a második fordulóért |               |               | 8. helyezésért | 8. helyezésért | 8. helyezésért |              |  | Végső helyezések | Végső helyezések | Végső helyezések |
|  | 7. helyezésért és a második fordulóért | 7. helyezésért és a második fordulóért | 7. helyezésért és a második fordulóért |               |               | 8. helyezésért | 8. helyezésért | 8. helyezésért |              |  | Végső helyezések | Végső helyezések | Végső helyezések |
|  |                                        |                                        |                                        |               |               |                |                |                |              |  |                  |                  |                  |
|  |                                        |                                        |                                        |               |               |                |                |                |              |  |                  |                  |                  |
|  | 7.                                     | Orlando Magic                          | 120                                    |               |               |                | Orlando Magic  | Orlando Magic  | 7. helyezett |  |                  |                  |                  |
|  | 7.                                     | Orlando Magic                          | 120                                    |               |               |                | Orlando Magic  | Orlando Magic  | 7. helyezett |  |                  |                  |                  |
|  | 8.                                     | Atlanta Hawks                          | 95                                     |               |               |                |                |                |              |  | Miami Heat       | Miami Heat       | 8. helyezett     |
|  | 8.                                     | Atlanta Hawks                          | 95                                     |               |               |                |                |                |              |  | Miami Heat       | Miami Heat       | 8. helyezett     |
|  |                                        |                                        |                                        | Atlanta Hawks | Atlanta Hawks | 114            |                |                |              |  |                  |                  |                  |
|  |                                        |                                        |                                        | Atlanta Hawks | Atlanta Hawks | 114            |                |                |              |  |                  |                  |                  |
|  |                                        |                                        | Miami Heat                             | Miami Heat    | 123 (h. u.)   |                |                |                |              |  |                  |                  |                  |
|  |                                        |                                        |                                        | Miami Heat    | 123 (h. u.)   |                |                |                |              |  |                  |                  |                  |
|  | 9.                                     | Chicago Bulls                          | 90                                     |               |               |                |                |                |              |  |                  |                  |                  |
|  | 9.                                     | Chicago Bulls                          | 90                                     |               |               |                |                |                |              |  |                  |                  |                  |
|  | 10.                                    | Miami Heat                             | 109                                    |               |               |                |                |                |              |  |                  |                  |                  |
|  | 10.                                    | Miami Heat                             | 109                                    |               |               |                |                |                |              |  |                  |                  |                  |
|  |                                        |                                        |                                        |               |               |                |                |                |              |  |                  |                  |                  |

### Nyugati főcsoport
|  |                                        |                                        |                                        |                   |                   |                |                       |                       |              |  |                   |                   |                  |
|  | 7. helyezésért és a második fordulóért | 7. helyezésért és a második fordulóért | 7. helyezésért és a második fordulóért |                   |                   | 8. helyezésért | 8. helyezésért        | 8. helyezésért        |              |  | Végső helyezések  | Végső helyezések  | Végső helyezések |
|  | 7. helyezésért és a második fordulóért | 7. helyezésért és a második fordulóért | 7. helyezésért és a második fordulóért |                   |                   | 8. helyezésért | 8. helyezésért        | 8. helyezésért        |              |  | Végső helyezések  | Végső helyezések  | Végső helyezések |
|  |                                        |                                        |                                        |                   |                   |                |                       |                       |              |  |                   |                   |                  |
|  |                                        |                                        |                                        |                   |                   |                |                       |                       |              |  |                   |                   |                  |
|  | 7.                                     | Golden State Warriors                  | 121                                    |                   |                   |                | Golden State Warriors | Golden State Warriors | 7. helyezett |  |                   |                   |                  |
|  | 7.                                     | Golden State Warriors                  | 121                                    |                   |                   |                | Golden State Warriors | Golden State Warriors | 7. helyezett |  |                   |                   |                  |
|  | 8.                                     | Memphis Grizzlies                      | 116                                    |                   |                   |                |                       |                       |              |  | Memphis Grizzlies | Memphis Grizzlies | 8. helyezett     |
|  | 8.                                     | Memphis Grizzlies                      | 116                                    |                   |                   |                |                       |                       |              |  | Memphis Grizzlies | Memphis Grizzlies | 8. helyezett     |
|  |                                        |                                        |                                        | Memphis Grizzlies | Memphis Grizzlies | 120            |                       |                       |              |  |                   |                   |                  |
|  |                                        |                                        |                                        | Memphis Grizzlies | Memphis Grizzlies | 120            |                       |                       |              |  |                   |                   |                  |
|  |                                        |                                        | Dallas Mavericks                       | Dallas Mavericks  | 106               |                |                       |                       |              |  |                   |                   |                  |
|  |                                        |                                        |                                        | Dallas Mavericks  | 106               |                |                       |                       |              |  |                   |                   |                  |
|  | 9.                                     | Sacramento Kings                       | 106                                    |                   |                   |                |                       |                       |              |  |                   |                   |                  |
|  | 9.                                     | Sacramento Kings                       | 106                                    |                   |                   |                |                       |                       |              |  |                   |                   |                  |
|  | 10.                                    | Dallas Mavericks                       | 120                                    |                   |                   |                |                       |                       |              |  |                   |                   |                  |
|  | 10.                                    | Dallas Mavericks                       | 120                                    |                   |                   |                |                       |                       |              |  |                   |                   |                  |
|  |                                        |                                        |                                        |                   |                   |                |                       |                       |              |  |                   |                   |                  |

## Rájátszás ágrajz
|  | Első forduló | Első forduló           | Első forduló |                        |    | Főcsoport-elődöntő     | Főcsoport-elődöntő | Főcsoport-elődöntő |  |  | Főcsoportdöntő | Főcsoportdöntő | Főcsoportdöntő |  |  | NBA-döntő | NBA-döntő | NBA-döntő |  |
|  |              |                        |              |                        |    |                        |                    |                    |  |  |                |                |                |  |  |           |           |           |  |
|  | K1           | Cleveland Cavaliers    | 4            |                        |    |                        |                    |                    |  |  |                |                |                |  |  |           |           |           |  |
|  | K1           | Cleveland Cavaliers    | 4            |                        |    |                        |                    |                    |  |  |                |                |                |  |  |           |           |           |  |
|  | K8           | Miami Heat             | 0            |                        |    |                        |                    |                    |  |  |                |                |                |  |  |           |           |           |  |
|  | K8           | Miami Heat             | 0            |                        | K1 | Cleveland Cavaliers    | 1                  |                    |  |  |                |                |                |  |  |           |           |           |  |
|  |              |                        |              |                        | K1 | Cleveland Cavaliers    | 1                  |                    |  |  |                |                |                |  |  |           |           |           |  |
|  |              |                        | K4           | Indiana Pacers         | 4  |                        |                    |                    |  |  |                |                |                |  |  |           |           |           |  |
|  | K4           | Indiana Pacers         | K4           | Indiana Pacers         | 4  | 4                      |                    |                    |  |  |                |                |                |  |  |           |           |           |  |
|  | K4           | Indiana Pacers         |              |                        |    |                        |                    |                    |  |  |                |                |                |  |  |           |           |           |  |
|  | K5           | Milwaukee Bucks        | 1            |                        |    |                        |                    |                    |  |  |                |                |                |  |  |           |           |           |  |
|  | K5           | Milwaukee Bucks        | 1            |                        | K4 | Indiana Pacers         | 4                  |                    |  |  |                |                |                |  |  |           |           |           |  |
|  |              |                        |              |                        |    |                        |                    |                    |  |  |                |                |                |  |  |           |           |           |  |
|  |              |                        | K3           | New York Knicks        | 1  |                        |                    |                    |  |  |                |                |                |  |  |           |           |           |  |
|  | K3           | New York Knicks        | K3           | New York Knicks        | 1  | 4                      |                    |                    |  |  |                |                |                |  |  |           |           |           |  |
|  | K3           | New York Knicks        |              |                        |    |                        |                    |                    |  |  |                |                |                |  |  |           |           |           |  |
|  | K6           | Detroit Pistons        | 2            |                        |    |                        |                    |                    |  |  |                |                |                |  |  |           |           |           |  |
|  | K6           | Detroit Pistons        | 2            |                        | K3 | New York Knicks        | 4                  |                    |  |  |                |                |                |  |  |           |           |           |  |
|  |              |                        |              |                        | K3 | New York Knicks        | 4                  |                    |  |  |                |                |                |  |  |           |           |           |  |
|  |              |                        | K2           | Boston Celtics         | 2  |                        |                    |                    |  |  |                |                |                |  |  |           |           |           |  |
|  | K2           | Boston Celtics         | K2           | Boston Celtics         | 2  | 4                      |                    |                    |  |  |                |                |                |  |  |           |           |           |  |
|  | K2           | Boston Celtics         |              |                        |    |                        |                    |                    |  |  |                |                |                |  |  |           |           |           |  |
|  | K7           | Orlando Magic          | 1            |                        |    |                        |                    |                    |  |  |                |                |                |  |  |           |           |           |  |
|  | K7           | Orlando Magic          | 1            |                        | K4 | Indiana Pacers         | 3                  |                    |  |  |                |                |                |  |  |           |           |           |  |
|  |              |                        |              |                        |    |                        |                    |                    |  |  |                |                |                |  |  |           |           |           |  |
|  |              |                        | N1           | Oklahoma City Thunder  | 4  |                        |                    |                    |  |  |                |                |                |  |  |           |           |           |  |
|  | N1           | Oklahoma City Thunder  | N1           | Oklahoma City Thunder  | 4  | 4                      |                    |                    |  |  |                |                |                |  |  |           |           |           |  |
|  | N1           | Oklahoma City Thunder  |              |                        |    |                        |                    |                    |  |  |                |                |                |  |  |           |           |           |  |
|  | N8           | Memphis Grizzlies      | 0            |                        |    |                        |                    |                    |  |  |                |                |                |  |  |           |           |           |  |
|  | N8           | Memphis Grizzlies      | 0            |                        | N1 | Oklahoma City Thunder  | 4                  |                    |  |  |                |                |                |  |  |           |           |           |  |
|  |              |                        |              |                        | N1 | Oklahoma City Thunder  | 4                  |                    |  |  |                |                |                |  |  |           |           |           |  |
|  |              |                        | N4           | Denver Nuggets         | 3  |                        |                    |                    |  |  |                |                |                |  |  |           |           |           |  |
|  | N4           | Denver Nuggets         | N4           | Denver Nuggets         | 3  | 4                      |                    |                    |  |  |                |                |                |  |  |           |           |           |  |
|  | N4           | Denver Nuggets         |              |                        |    |                        |                    |                    |  |  |                |                |                |  |  |           |           |           |  |
|  | N5           | Los Angeles Clippers   | 3            |                        |    |                        |                    |                    |  |  |                |                |                |  |  |           |           |           |  |
|  | N5           | Los Angeles Clippers   | 3            |                        | N1 | Oklahoma City Thunder  | 4                  |                    |  |  |                |                |                |  |  |           |           |           |  |
|  |              |                        |              |                        |    |                        |                    |                    |  |  |                |                |                |  |  |           |           |           |  |
|  |              |                        | N6           | Minnesota Timberwolves | 1  |                        |                    |                    |  |  |                |                |                |  |  |           |           |           |  |
|  | N3           | Los Angeles Lakers     | N6           | Minnesota Timberwolves | 1  | 1                      |                    |                    |  |  |                |                |                |  |  |           |           |           |  |
|  | N3           | Los Angeles Lakers     |              |                        |    |                        |                    |                    |  |  |                |                |                |  |  |           |           |           |  |
|  | N6           | Minnesota Timberwolves | 4            |                        |    |                        |                    |                    |  |  |                |                |                |  |  |           |           |           |  |
|  | N6           | Minnesota Timberwolves | 4            |                        | N6 | Minnesota Timberwolves | 4                  |                    |  |  |                |                |                |  |  |           |           |           |  |
|  |              |                        |              |                        | N6 | Minnesota Timberwolves | 4                  |                    |  |  |                |                |                |  |  |           |           |           |  |
|  |              |                        | N7           | Golden State Warriors  | 1  |                        |                    |                    |  |  |                |                |                |  |  |           |           |           |  |
|  | N2           | Houston Rockets        | N7           | Golden State Warriors  | 1  | 3                      |                    |                    |  |  |                |                |                |  |  |           |           |           |  |
|  | N2           | Houston Rockets        |              |                        |    |                        |                    |                    |  |  |                |                |                |  |  |           |           |           |  |
|  | N7           | Golden State Warriors  | 4            |                        |    |                        |                    |                    |  |  |                |                |                |  |  |           |           |           |  |

## Első forduló
Minden időpont EDT (UTC−04:00) szerint

### Keleti főcsoport

#### (1) Cleveland Cavaliers vs. (8) Miami Heat
| 2025. április 20. 19:00          | Miami Heat                               | 100–121   | Cleveland Cavaliers | Rocket Arena, Cleveland Nézőszám: 19 432 Játékvezetők: David Guthrie, Courtney Kirkland, Eric Dalen |
| 2025. április 20. 19:00          | (24–31, 30–31, 25–25, 21–34) Jegyzőkönyv |           |                     | Rocket Arena, Cleveland Nézőszám: 19 432 Játékvezetők: David Guthrie, Courtney Kirkland, Eric Dalen |
| 2025. április 20. 19:00          | Bam Adebayo 24                           | Pont      | Donovan Mitchell 30 | Rocket Arena, Cleveland Nézőszám: 19 432 Játékvezetők: David Guthrie, Courtney Kirkland, Eric Dalen |
| 2025. április 20. 19:00          | Bam Adebayo 9                            | Lepattanó | Jarrett Allen 11    | Rocket Arena, Cleveland Nézőszám: 19 432 Játékvezetők: David Guthrie, Courtney Kirkland, Eric Dalen |
| 2025. április 20. 19:00          | Davion Mitchell 9                        | Gólpassz  | Darius Garland 5    | Rocket Arena, Cleveland Nézőszám: 19 432 Játékvezetők: David Guthrie, Courtney Kirkland, Eric Dalen |
| A Cleveland Cavaliers vezet, 1–0 |                                          |           |                     | Rocket Arena, Cleveland Nézőszám: 19 432 Játékvezetők: David Guthrie, Courtney Kirkland, Eric Dalen |

Ez az első alkalom, hogy a két csapat találkozott a rájátszásban. Donovan Mitchell 30 pontot szerzett a 121–100 végeredményű mérkőzésen. Ezek mellett volt négy labdaszerzése is. Darius Garland 27 ponttal zárta a találkozót, míg Jarrett Allen dupla duplát ért el. Ugyan a Heat jobb volt a második félidőben, Ty Jerome (Cavaliers) 28 padról dobott pontja sikerhez vezetett. Bam Adebayo és Tyler Herro 20 pontot szereztek, míg Davion Mitchell 67%-os hatékonysággal dobott.
| 2025. április 23. 19:30          | Miami Heat                               | 112–121   | Cleveland Cavaliers | Rocket Arena, Cleveland Nézőszám: 19 432 Játékvezetők: Tony Brothers, Pat Fraher, John Goble |
| 2025. április 23. 19:30          | (24–25, 27–43, 29–25, 32–28) Jegyzőkönyv |           |                     | Rocket Arena, Cleveland Nézőszám: 19 432 Játékvezetők: Tony Brothers, Pat Fraher, John Goble |
| 2025. április 23. 19:30          | Tyler Herro 33                           | Pont      | Donovan Mitchell 30 | Rocket Arena, Cleveland Nézőszám: 19 432 Játékvezetők: Tony Brothers, Pat Fraher, John Goble |
| 2025. április 23. 19:30          | Bam Adebayo 14                           | Lepattanó | Jarrett Allen 8     | Rocket Arena, Cleveland Nézőszám: 19 432 Játékvezetők: Tony Brothers, Pat Fraher, John Goble |
| 2025. április 23. 19:30          | Bam Adebayo 9                            | Gólpassz  | Darius Garland 9    | Rocket Arena, Cleveland Nézőszám: 19 432 Játékvezetők: Tony Brothers, Pat Fraher, John Goble |
| A Cleveland Cavaliers vezet, 2–0 |                                          |           |                     | Rocket Arena, Cleveland Nézőszám: 19 432 Játékvezetők: Tony Brothers, Pat Fraher, John Goble |

A Cleveland vissza tudta verni a Heat késői próbálkozásait az egyenlítésre, így megduplázta az előnyét a sorozatban. Donovan Mitchell ismét 30 pont fölött dobott, hét hárompontost beleértve, hat-hat lepattanó és gólpassz mellett. Darius Garland 21 pontot és kilenc gólpasszt szerzett, míg Evan Mobley húsz ponttal és hat lepattanóval járult hozzá a sikerhez. A vesztes oldalon Tyler Herro 33 pontot ért el, öt gólpassza mellett, míg Bam Adebayo 11 pontot, 14 lepattanót és kilenc gólpasszt, egy gólpasszra egy tripla duplától. Haywood Highsmith a padról beállva 83%-os hárompontos-hatékonysággal dobott, 17 pontot szerezve.
| 2025. április 26. 13:00          | Cleveland Cavaliers                      | 124–87    | Miami Heat        | Kaseya Center, Miami Nézőszám: 19 600 Játékvezetők: John Goble, Bill Kennedy, Rodney Mott |
| 2025. április 26. 13:00          | (33–20, 29–22, 26–22, 36–23) Jegyzőkönyv |           |                   | Kaseya Center, Miami Nézőszám: 19 600 Játékvezetők: John Goble, Bill Kennedy, Rodney Mott |
| 2025. április 26. 13:00          | Jarrett Allen 22                         | Pont      | Bam Adebayo 22    | Kaseya Center, Miami Nézőszám: 19 600 Játékvezetők: John Goble, Bill Kennedy, Rodney Mott |
| 2025. április 26. 13:00          | Jarrett Allen 10                         | Lepattanó | Bam Adebayo 9     | Kaseya Center, Miami Nézőszám: 19 600 Játékvezetők: John Goble, Bill Kennedy, Rodney Mott |
| 2025. április 26. 13:00          | Ty Jerome 11                             | Gólpassz  | Davion Mitchell 5 | Kaseya Center, Miami Nézőszám: 19 600 Játékvezetők: John Goble, Bill Kennedy, Rodney Mott |
| A Cleveland Cavaliers vezet, 3–0 |                                          |           |                   | Kaseya Center, Miami Nézőszám: 19 600 Játékvezetők: John Goble, Bill Kennedy, Rodney Mott |

A Cleveland 128–87-es győzelmével szinte bebiztosította továbbjutását. Az egész csapat jól játszott, Jarrett Allen 22, De’Andre Hunter 21 pontot dobott, míg az év védője díjat megkapó Evan Mobley 19-et, és Max Strus 18-at. Ty Jerome 13 ponttal és 11 gólpasszal járult hozzá a győzelemhez 22 perc játékidőben (+33-as +/–), amely a Heat történetének legnagyobb veresége lett a rájátszásban. A Cavaliers minden szinten dominálta a Miamit.
| 2025. április 28. 19:30           | Cleveland Cavaliers                      | 138–83    | Miami Heat        | Kaseya Center, Miami Nézőszám: 19 600 Játékvezetők: James Williams, Kevin Scott, JB DeRosa |
| 2025. április 28. 19:30           | (43–17, 29–16, 39–30, 27–20) Jegyzőkönyv |           |                   | Kaseya Center, Miami Nézőszám: 19 600 Játékvezetők: James Williams, Kevin Scott, JB DeRosa |
| 2025. április 28. 19:30           | Donovan Mitchell 22                      | Pont      | Nikola Jović 24   | Kaseya Center, Miami Nézőszám: 19 600 Játékvezetők: James Williams, Kevin Scott, JB DeRosa |
| 2025. április 28. 19:30           | Jarrett Allen 12                         | Lepattanó | Bam Adebayo 12    | Kaseya Center, Miami Nézőszám: 19 600 Játékvezetők: James Williams, Kevin Scott, JB DeRosa |
| 2025. április 28. 19:30           | Jerome, Mitchell 5                       | Gólpassz  | Davion Mitchell 5 | Kaseya Center, Miami Nézőszám: 19 600 Játékvezetők: James Williams, Kevin Scott, JB DeRosa |
| Cleveland Cavaliers győzelem, 4–0 |                                          |           |                   | Kaseya Center, Miami Nézőszám: 19 600 Játékvezetők: James Williams, Kevin Scott, JB DeRosa |

A Cavaliers minden idők negyedik legnagyobb különbségű rájátszás-győzelmével (és 2009 óta a legnagyobbal) biztosította be, hogy sorozatban másodjára ott lesz a főcsoport-elődöntőben.

#### (2) Boston Celtics vs. (7) Orlando Magic
| 2025. április 20. 15:30     | Orlando Magic                            | 86–103    | Boston Celtics   | TD Garden, Boston Nézőszám: 19 156 Játékvezetők: Zach Zarba, Mitchell Ervin, Jacyn Goble |
| 2025. április 20. 15:30     | (18–26, 31–22, 18–30, 19–25) Jegyzőkönyv |           |                  | TD Garden, Boston Nézőszám: 19 156 Játékvezetők: Zach Zarba, Mitchell Ervin, Jacyn Goble |
| 2025. április 20. 15:30     | Paolo Banchero 36                        | Pont      | Derrick White 30 | TD Garden, Boston Nézőszám: 19 156 Játékvezetők: Zach Zarba, Mitchell Ervin, Jacyn Goble |
| 2025. április 20. 15:30     | Wendell Carter Jr. 13                    | Lepattanó | Jayson Tatum 14  | TD Garden, Boston Nézőszám: 19 156 Játékvezetők: Zach Zarba, Mitchell Ervin, Jacyn Goble |
| 2025. április 20. 15:30     | Franz Wagner 5                           | Gólpassz  | Jrue Holiday 5   | TD Garden, Boston Nézőszám: 19 156 Játékvezetők: Zach Zarba, Mitchell Ervin, Jacyn Goble |
| A Boston Celtics vezet, 1–0 |                                          |           |                  | TD Garden, Boston Nézőszám: 19 156 Játékvezetők: Zach Zarba, Mitchell Ervin, Jacyn Goble |

Ez a negyedik alkalom, hogy a két csapat egymás ellen játszik a rájátszásban, az első 2010 óta. A Magic kettőt nyert meg az első háromból. Azt követően, hogy az Orlando egy ponttal vezetett az első félidő után, a Celtics dominált a másodikban. Derrick White volt a Boston támadásának legfontosabb része, hét hárompontost szerzett, összesen 30 pontot. Jayson Tatum 17 pontos és 14 lepattanós dupla duplával zárta a találkozót, de a hárompontos vonal mögül nyolc próbálkozásából csak egyet értékesített. Payton Pritchard 75%-os mezőnygól-hatékonysággal és 19 ponttal járult hozzá a sikerhez. A Magic oldalán Paolo Banchero 36 pontot és 11 lepattanót szerzett. Franz Wagner 25 ponttal és öt gólpasszal, míg Wendell Carter Jr. 13 lepattanóval zárt.
| 2025. április 23. 19:00     | Orlando Magic                            | 100–109   | Boston Celtics   | TD Garden, Boston Nézőszám: 19 156 Játékvezetők: James Williams, Ed Malloy, Brent Barnaky |
| 2025. április 23. 19:00     | (21–23, 26–27, 24–31, 29–28) Jegyzőkönyv |           |                  | TD Garden, Boston Nézőszám: 19 156 Játékvezetők: James Williams, Ed Malloy, Brent Barnaky |
| 2025. április 23. 19:00     | Paolo Banchero 32                        | Pont      | Jaylen Brown 36  | TD Garden, Boston Nézőszám: 19 156 Játékvezetők: James Williams, Ed Malloy, Brent Barnaky |
| 2025. április 23. 19:00     | Paolo Banchero 9                         | Lepattanó | három játékos 10 | TD Garden, Boston Nézőszám: 19 156 Játékvezetők: James Williams, Ed Malloy, Brent Barnaky |
| 2025. április 23. 19:00     | Paolo Banchero 7                         | Gólpassz  | Jrue Holiday 6   | TD Garden, Boston Nézőszám: 19 156 Játékvezetők: James Williams, Ed Malloy, Brent Barnaky |
| A Boston Celtics vezet, 2–0 |                                          |           |                  | TD Garden, Boston Nézőszám: 19 156 Játékvezetők: James Williams, Ed Malloy, Brent Barnaky |

A címvédő második hazai mérkőzését is megnyerte, Jaylen Brown 36 pontot, tíz lepattanót és öt gólpasszt szerzett. Kristaps Porziņģis 20 ponttal és 10 lepattanóval zárt, míg Al Horford tízzel. A Magic ismét Paolo Banchero játékára épült, az amerikai játékos 32 pontot, kilenc lepattanót és hét gólpasszt szerzett, míg Franz Wagner is fontos szerepet játszott, 25 ponttal.
| 2025. április 25. 19:00     | Boston Celtics                           | 93–95     | Orlando Magic         | Kia Center, Orlando Nézőszám: 18 967 Játékvezetők: David Guthrie, Courtney Kirkland, Tre Maddox |
| 2025. április 25. 19:00     | (27–31, 32–18, 11–24, 23–22) Jegyzőkönyv |           |                       | Kia Center, Orlando Nézőszám: 18 967 Játékvezetők: David Guthrie, Courtney Kirkland, Tre Maddox |
| 2025. április 25. 19:00     | Jayson Tatum 36                          | Pont      | Franz Wagner 32       | Kia Center, Orlando Nézőszám: 18 967 Játékvezetők: David Guthrie, Courtney Kirkland, Tre Maddox |
| 2025. április 25. 19:00     | Jayson Tatum 9                           | Lepattanó | Wendell Carter Jr. 12 | Kia Center, Orlando Nézőszám: 18 967 Játékvezetők: David Guthrie, Courtney Kirkland, Tre Maddox |
| 2025. április 25. 19:00     | Derrick White 5                          | Gólpassz  | Franz Wagner 8        | Kia Center, Orlando Nézőszám: 18 967 Játékvezetők: David Guthrie, Courtney Kirkland, Tre Maddox |
| A Boston Celtics vezet, 2–1 |                                          |           |                       | Kia Center, Orlando Nézőszám: 18 967 Játékvezetők: David Guthrie, Courtney Kirkland, Tre Maddox |

Franz Wagner (32 pont, 11/27 hatékonyság, hét lepattanót és nyolc gólpassz), illetve Paolo Banchero (29 pont, 10/25-ös hatékonyság) jó teljesítménye elég volt ahhoz, hogy a Magic megszerezze első győzelmét a sorozatban. A visszatérő Jayson Tatum 36 pontot dobott, 9 lepattanó mellett, de hétszer is eladta a labdát, míg Jaylen Brown hatszor. Összességében a Celtics hússzor veszítette el a labdát. A kiemelkedő második mérkőzése után Kristaps Porziņģis csak hét pontot dobott a harmadik találkozón, 30%-os hatékonysággal. A negyedik negyedben Wagner és Banchero a Magic 22 pontjából tizennyolcat szerzett.
| 2025. április 27. 19:00     | Boston Celtics                           | 107–98    | Orlando Magic         | Kia Center, Orlando Nézőszám: 19 073 Játékvezetők: Marc Davis, Tyler Ford, Andy Nagy |
| 2025. április 27. 19:00     | (32–29, 21–19, 26–27, 28–23) Jegyzőkönyv |           |                       | Kia Center, Orlando Nézőszám: 19 073 Játékvezetők: Marc Davis, Tyler Ford, Andy Nagy |
| 2025. április 27. 19:00     | Jayson Tatum 37                          | Pont      | Paolo Banchero 31     | Kia Center, Orlando Nézőszám: 19 073 Játékvezetők: Marc Davis, Tyler Ford, Andy Nagy |
| 2025. április 27. 19:00     | Jayson Tatum 14                          | Lepattanó | Wendell Carter Jr. 11 | Kia Center, Orlando Nézőszám: 19 073 Játékvezetők: Marc Davis, Tyler Ford, Andy Nagy |
| 2025. április 27. 19:00     | Derrick White 7                          | Gólpassz  | Franz Wagner 7        | Kia Center, Orlando Nézőszám: 19 073 Játékvezetők: Marc Davis, Tyler Ford, Andy Nagy |
| A Boston Celtics vezet, 3–1 |                                          |           |                       | Kia Center, Orlando Nézőszám: 19 073 Játékvezetők: Marc Davis, Tyler Ford, Andy Nagy |

Jayson Tatum (37 pont, 14 lepattanó) és Jaylen Brown (21 pont, 11 lepattanó) vezérletével a Celtics megszerezte harmadik győzelmét a négy győztes mérkőzésig tartó párharcban. Kristaps Porziņģis 19 pontott szerzett és 3 perc 58 másodperccel a találkozó vége előtt saját ziccerét visszazsákolva előnyhöz segítette csapatát. Paolo Banchero 31 ponttal a Magic vezére volt.
| 2025. április 29.            | Orlando Magic                            | 89–120    | Boston Celtics  | TD Garden, Boston Nézőszám: 19 156 Játékvezetők: Tony Brothers, Mark Lindsay, Gediminas Petraitis |
| 2025. április 29.            | (27–23, 22–24, 13–36, 27–37) Jegyzőkönyv |           |                 | TD Garden, Boston Nézőszám: 19 156 Játékvezetők: Tony Brothers, Mark Lindsay, Gediminas Petraitis |
| 2025. április 29.            | Franz Wagner 25                          | Pont      | Jayson Tatum 35 | TD Garden, Boston Nézőszám: 19 156 Játékvezetők: Tony Brothers, Mark Lindsay, Gediminas Petraitis |
| 2025. április 29.            | Wendell Carter Jr. 11                    | Lepattanó | Jayson Tatum 8  | TD Garden, Boston Nézőszám: 19 156 Játékvezetők: Tony Brothers, Mark Lindsay, Gediminas Petraitis |
| 2025. április 29.            | Paolo Banchero 6                         | Gólpassz  | Jayson Tatum 10 | TD Garden, Boston Nézőszám: 19 156 Játékvezetők: Tony Brothers, Mark Lindsay, Gediminas Petraitis |
| Boston Celtics győzelem, 4–1 |                                          |           |                 | TD Garden, Boston Nézőszám: 19 156 Játékvezetők: Tony Brothers, Mark Lindsay, Gediminas Petraitis |

Jayson Tatum 35 pontjának és 10 gólpasszának köszönhetően a Celtics továbbjutott a rájátszás második körébe. A harmadik negyed elején 53 pontnál még döntetlent jelzett az eredményjelző, azonban ötödik szabálytalansága miatt Paolo Bancherót le kellett cserélni. Mire visszatért a negyedik negyed elején a pályára, addigra a Celtics 19 ponttal vezetett. Ezt az előnyt a Celtics tovább növelve megnyerte a mérkőzést és egyben a párharcot is.

#### (3) New York Knicks vs. (6) Detroit Pistons
| 2025. április 19. 18:00      | Detroit Pistons                          | 112–123   | New York Knicks       | Madison Square Garden, New York Nézőszám: 19 812 Játékvezetők: John Goble, Bill Kennedy, Karl Lane |
| 2025. április 19. 18:00      | (27–27, 28–30, 36–26, 21–40) Jegyzőkönyv |           |                       | Madison Square Garden, New York Nézőszám: 19 812 Játékvezetők: John Goble, Bill Kennedy, Karl Lane |
| 2025. április 19. 18:00      | Tobias Harris 25                         | Pont      | Jalen Brunson 34      | Madison Square Garden, New York Nézőszám: 19 812 Játékvezetők: John Goble, Bill Kennedy, Karl Lane |
| 2025. április 19. 18:00      | négy játékos 6                           | Lepattanó | Karl-Anthony Towns 11 | Madison Square Garden, New York Nézőszám: 19 812 Játékvezetők: John Goble, Bill Kennedy, Karl Lane |
| 2025. április 19. 18:00      | Cade Cunningham 12                       | Gólpassz  | Jalen Brunson 8       | Madison Square Garden, New York Nézőszám: 19 812 Játékvezetők: John Goble, Bill Kennedy, Karl Lane |
| A New York Knicks vezet, 1–0 |                                          |           |                       | Madison Square Garden, New York Nézőszám: 19 812 Játékvezetők: John Goble, Bill Kennedy, Karl Lane |

Ez a negyedik alkalom, hogy a két csapat egymás ellen játszik a rájátszásban. A Knicks nyerte meg az első hármat. Azt követően, hogy az első három negyedben a két csapat szorosan lépést tartott egymással, a negyedik negyedben egy időszakban a Knicks 21 pontjára a Pistons eggyel se tudott válaszolni. Jalen Brunson szerezte a Knicks legtöbb pontját, 34-et, 8 gólpassz mellett. Karl-Anthony Towns 23 ponttal, 11 lepattanóval, 5 gólpasszal és két blokkal zárt. A Pistons oldalán Cade Cunningham 21 pontot szerzett és 12 gólpasszt adott pályafutása első rájátszás-mérkőzésén, míg Tobias Harris 80%-os hatékonysággal dobott, 25 pontot szerezve. A csereként játszó Malik Beasley hat hárompontost értékesített. A Detroit 2008 óta próbálja megszerezni első győzelmét a rájátszásban.
| 2025. április 21. 19:30 | Detroit Pistons                          | 100–94    | New York Knicks  | Madison Square Garden, New York Nézőszám: 19 812 Játékvezetők: Josh Tiven, Curtis Blair, Ray Acosta |
| 2025. április 21. 19:30 | (25–18, 30–31, 20–18, 25–27) Jegyzőkönyv |           |                  | Madison Square Garden, New York Nézőszám: 19 812 Játékvezetők: Josh Tiven, Curtis Blair, Ray Acosta |
| 2025. április 21. 19:30 | Cade Cunningham 33                       | Pont      | Jalen Brunson 37 | Madison Square Garden, New York Nézőszám: 19 812 Játékvezetők: Josh Tiven, Curtis Blair, Ray Acosta |
| 2025. április 21. 19:30 | Duren, Harris 13                         | Lepattanó | Hart, Robinson 7 | Madison Square Garden, New York Nézőszám: 19 812 Játékvezetők: Josh Tiven, Curtis Blair, Ray Acosta |
| 2025. április 21. 19:30 | Cunningham, Schröder 3                   | Gólpassz  | Jalen Brunson 7  | Madison Square Garden, New York Nézőszám: 19 812 Játékvezetők: Josh Tiven, Curtis Blair, Ray Acosta |
| Döntetlen, 1–1          |                                          |           |                  | Madison Square Garden, New York Nézőszám: 19 812 Játékvezetők: Josh Tiven, Curtis Blair, Ray Acosta |

Mindössze második rájátszás mérkőzésén a Pistons sztárja, Cade Cunningham vezette a csapatot 33 ponttal és 12 lepattanóval. Detroit a mérkőzés nagy részében vezetett, de a negyedik negyed végén a Knicks egyenlített. Azonban Dennis Schröder – aki 20 pontot szerzett a kispadról beszállva – hárompontos dobása 55,1 másodperccel a vége előtt megtörte a döntetlent, és végül eldöntötte a mérkőzést a Pistons javára. Jalen Brunson ismét kiemelkedőt nyújtott, 37 pontot és 7 gólpasszt szerzett. A győzelemmel a Detroit véget vetett az NBA történetének leghosszabb, 15 mérkőzéses rájátszásbeli vereségsorozatának, ami 17 évig tartott.
| 2025. április 24. 19:00      | New York Knicks                          | 118–116   | Detroit Pistons             | Little Caesars Arena, Detroit Nézőszám: 20 062 Játékvezetők: Zach Zarba, Sean Wright, Nick Buchert |
| 2025. április 24. 19:00      | (33–27, 33–26, 27–30, 25–33) Jegyzőkönyv |           |                             | Little Caesars Arena, Detroit Nézőszám: 20 062 Játékvezetők: Zach Zarba, Sean Wright, Nick Buchert |
| 2025. április 24. 19:00      | Karl-Anthony Towns 31                    | Pont      | Cunningham, Hardaway Jr. 24 | Little Caesars Arena, Detroit Nézőszám: 20 062 Játékvezetők: Zach Zarba, Sean Wright, Nick Buchert |
| 2025. április 24. 19:00      | Josh Hart 11                             | Lepattanó | Duren, Reed 8               | Little Caesars Arena, Detroit Nézőszám: 20 062 Játékvezetők: Zach Zarba, Sean Wright, Nick Buchert |
| 2025. április 24. 19:00      | Brunson, Hart 9                          | Gólpassz  | Cade Cunningham 11          | Little Caesars Arena, Detroit Nézőszám: 20 062 Játékvezetők: Zach Zarba, Sean Wright, Nick Buchert |
| A New York Knicks vezet, 2–1 |                                          |           |                             | Little Caesars Arena, Detroit Nézőszám: 20 062 Játékvezetők: Zach Zarba, Sean Wright, Nick Buchert |

| 2025. április 27. 13:00      | New York Knicks                          | 94–93     | Detroit Pistons    | Little Caesars Arena, Detroit Nézőszám: 20 062 Játékvezetők: David Guthrie, Brian Forte, Kevin Cutler |
| 2025. április 27. 13:00      | (29–19, 21–24, 14–28, 30–22) Jegyzőkönyv |           |                    | Little Caesars Arena, Detroit Nézőszám: 20 062 Játékvezetők: David Guthrie, Brian Forte, Kevin Cutler |
| 2025. április 27. 13:00      | Jalen Brunson 32                         | Pont      | Cade Cunningham 25 | Little Caesars Arena, Detroit Nézőszám: 20 062 Játékvezetők: David Guthrie, Brian Forte, Kevin Cutler |
| 2025. április 27. 13:00      | Josh Hart 10                             | Lepattanó | Jalen Duren 17     | Little Caesars Arena, Detroit Nézőszám: 20 062 Játékvezetők: David Guthrie, Brian Forte, Kevin Cutler |
| 2025. április 27. 13:00      | Jalen Brunson 11                         | Gólpassz  | Cade Cunningham 10 | Little Caesars Arena, Detroit Nézőszám: 20 062 Játékvezetők: David Guthrie, Brian Forte, Kevin Cutler |
| A New York Knicks vezet, 3–1 |                                          |           |                    | Little Caesars Arena, Detroit Nézőszám: 20 062 Játékvezetők: David Guthrie, Brian Forte, Kevin Cutler |

| 2025. április 29. 19:30      | Detroit Pistons                          | 106–103   | New York Knicks    | Madison Square Garden, New York Nézőszám: 19 812 Játékvezetők: Marc Davis, Tyler Ford, Jacyn Goble |
| 2025. április 29. 19:30      | (22–23, 27–27, 28–24, 29–29) Jegyzőkönyv |           |                    | Madison Square Garden, New York Nézőszám: 19 812 Játékvezetők: Marc Davis, Tyler Ford, Jacyn Goble |
| 2025. április 29. 19:30      | Cade Cunningham 24                       | Pont      | OG Anunoby 19      | Madison Square Garden, New York Nézőszám: 19 812 Játékvezetők: Marc Davis, Tyler Ford, Jacyn Goble |
| 2025. április 29. 19:30      | Jalen Duren 14                           | Lepattanó | Robinson, Towns 11 | Madison Square Garden, New York Nézőszám: 19 812 Játékvezetők: Marc Davis, Tyler Ford, Jacyn Goble |
| 2025. április 29. 19:30      | Cade Cunningham 11                       | Gólpassz  | Jalen Brunson 7    | Madison Square Garden, New York Nézőszám: 19 812 Játékvezetők: Marc Davis, Tyler Ford, Jacyn Goble |
| A New York Knicks vezet, 3–2 |                                          |           |                    | Madison Square Garden, New York Nézőszám: 19 812 Játékvezetők: Marc Davis, Tyler Ford, Jacyn Goble |

| 2025. május 1. 19:30          | New York Knicks                          | 116–113   | Detroit Pistons    | Little Caesars Arena, Detroit Nézőszám: 20 062 Játékvezetők: Tony Brothers, Ed Malloy, Mark Lindsay |
| 2025. május 1. 19:30          | (37–23, 22–38, 37–24, 20–28) Jegyzőkönyv |           |                    | Little Caesars Arena, Detroit Nézőszám: 20 062 Játékvezetők: Tony Brothers, Ed Malloy, Mark Lindsay |
| 2025. május 1. 19:30          | Jalen Brunson 40                         | Pont      | Cade Cunningham 23 | Little Caesars Arena, Detroit Nézőszám: 20 062 Játékvezetők: Tony Brothers, Ed Malloy, Mark Lindsay |
| 2025. május 1. 19:30          | Karl-Anthony Towns 15                    | Lepattanó | Cade Cunningham 7  | Little Caesars Arena, Detroit Nézőszám: 20 062 Játékvezetők: Tony Brothers, Ed Malloy, Mark Lindsay |
| 2025. május 1. 19:30          | Jalen Brunson 7                          | Gólpassz  | Dennis Schröder 9  | Little Caesars Arena, Detroit Nézőszám: 20 062 Játékvezetők: Tony Brothers, Ed Malloy, Mark Lindsay |
| New York Knicks győzelem, 4–2 |                                          |           |                    | Little Caesars Arena, Detroit Nézőszám: 20 062 Játékvezetők: Tony Brothers, Ed Malloy, Mark Lindsay |

#### (4) Indiana Pacers vs. (5) Milwaukee Bucks
| 2025. április 19. 13:00      | Milwaukee Bucks                          | 98–117    | Indiana Pacers       | Gainbridge Fieldhouse, Indianapolis Nézőszám: 17 274 Játékvezetők: Josh Tiven, Curtis Blair, Tre Maddox |
| 2025. április 19. 13:00      | (25–33, 18–34, 33–26, 22–24) Jegyzőkönyv |           |                      | Gainbridge Fieldhouse, Indianapolis Nézőszám: 17 274 Játékvezetők: Josh Tiven, Curtis Blair, Tre Maddox |
| 2025. április 19. 13:00      | Jánisz Antetokúnmpo 36                   | Pont      | Pascal Siakam 25     | Gainbridge Fieldhouse, Indianapolis Nézőszám: 17 274 Játékvezetők: Josh Tiven, Curtis Blair, Tre Maddox |
| 2025. április 19. 13:00      | Jánisz Antetokúnmpo 12                   | Lepattanó | Haliburton, Siakam 7 | Gainbridge Fieldhouse, Indianapolis Nézőszám: 17 274 Játékvezetők: Josh Tiven, Curtis Blair, Tre Maddox |
| 2025. április 19. 13:00      | Kevin Porter Jr. 5                       | Gólpassz  | Tyrese Haliburton 12 | Gainbridge Fieldhouse, Indianapolis Nézőszám: 17 274 Játékvezetők: Josh Tiven, Curtis Blair, Tre Maddox |
| Az Indiana Pacers vezet, 1–0 |                                          |           |                      | Gainbridge Fieldhouse, Indianapolis Nézőszám: 17 274 Játékvezetők: Josh Tiven, Curtis Blair, Tre Maddox |

Ez a negyedik alkalom, hogy a két csapat egymás ellen játszik a rájátszásban. A Pacers nyerte meg az első hármat. A Pacers 28 ponttal is vezetett a központi csoportriválisa ellen, könnyen nyertek. Pascal Siakam 25 pontot és hét lepattanót szerzett, míg Myles Turner 19 ponttal, és 67%-os hárompontos-hatékonysággal járult hozzá a sikerhez. Tyrese Haliburton dupla duplát szerzett, 10 ponttal és 12 gólpasszal, de hét próbálkozásából egyetlen hárompontost se értékesített. A Damian Lillard nélküli Bucks Jánisz Antetokúnmpóra kellett számítson a pontszerzésért, aki 36 pontot dobott és 12 lepattanót ért el. A kezdőként játszó Kyle Kuzma 0 pontot, 0 lepattanót, 0 gólpasszt, 0 blokkot és két szabálytalanságot tudott felmutatni 21 perc alatt, a csapat legrosszabb +/– mutatóját érte el –24-gyel.
| 2025. április 22. 19:00      | Milwaukee Bucks                          | 115–123   | Indiana Pacers       | Gainbridge Fieldhouse, Indianapolis Nézőszám: 17 274 Játékvezetők: Zach Zarba, Sean Wright, Gediminas Petraitis |
| 2025. április 22. 19:00      | (30–40, 30–28, 27–31, 28–24) Jegyzőkönyv |           |                      | Gainbridge Fieldhouse, Indianapolis Nézőszám: 17 274 Játékvezetők: Zach Zarba, Sean Wright, Gediminas Petraitis |
| 2025. április 22. 19:00      | Jánisz Antetokúnmpo 34                   | Pont      | Pascal Siakam 24     | Gainbridge Fieldhouse, Indianapolis Nézőszám: 17 274 Játékvezetők: Zach Zarba, Sean Wright, Gediminas Petraitis |
| 2025. április 22. 19:00      | Jánisz Antetokúnmpo 18                   | Lepattanó | Pascal Siakam 11     | Gainbridge Fieldhouse, Indianapolis Nézőszám: 17 274 Játékvezetők: Zach Zarba, Sean Wright, Gediminas Petraitis |
| 2025. április 22. 19:00      | Antetokúnmpo, Lillard 7                  | Gólpassz  | Tyrese Haliburton 12 | Gainbridge Fieldhouse, Indianapolis Nézőszám: 17 274 Játékvezetők: Zach Zarba, Sean Wright, Gediminas Petraitis |
| Az Indiana Pacers vezet, 2–0 |                                          |           |                      | Gainbridge Fieldhouse, Indianapolis Nézőszám: 17 274 Játékvezetők: Zach Zarba, Sean Wright, Gediminas Petraitis |

Indiana vissza tudta verni a Bucks ellentámadásait a negyedik negyedben, így 2–0-ás vezetést szerzett a sorozatban. A Pacers ismét hatékony volt, 48,9%-os mezőnygóllal, illetve 44,4%-os hárompontos-hatékonysággal. Pascal Siakam (24 pont, 11 lepattanó) és Tyrese Haliburton (21 pont, 12 gólpassz) is dupla duplát szerzett. Jánisz Antetokúnmpo dobta a Bucks legtöbb pontját, 34-et, 17 lepattanó és hét gólpassz mellett. Damian Lillard március óta első mérkőzését játszotta.
| 2025. április 25. 20:00      | Indiana Pacers        | 101–117   | Milwaukee Bucks            | Fiserv Forum, Milwaukee Nézőszám: 17 942 Játékvezetők: Marc Davis, Ed Malloy, Justin Van Duyne |
| 2025. április 25. 20:00      | Jegyzőkönyv Részletek |           |                            | Fiserv Forum, Milwaukee Nézőszám: 17 942 Játékvezetők: Marc Davis, Ed Malloy, Justin Van Duyne |
| 2025. április 25. 20:00      | Pascal Siakam 28      | Pont      | Antetokúnmpo, Trent Jr. 37 | Fiserv Forum, Milwaukee Nézőszám: 17 942 Játékvezetők: Marc Davis, Ed Malloy, Justin Van Duyne |
| 2025. április 25. 20:00      | Haliburton, Nesmith 7 | Lepattanó | Jánisz Antetokúnmpo 12     | Fiserv Forum, Milwaukee Nézőszám: 17 942 Játékvezetők: Marc Davis, Ed Malloy, Justin Van Duyne |
| 2025. április 25. 20:00      | Tyrese Haliburton 10  | Gólpassz  | Antetokúnmpo, Porter Jr. 6 | Fiserv Forum, Milwaukee Nézőszám: 17 942 Játékvezetők: Marc Davis, Ed Malloy, Justin Van Duyne |
| Az Indiana Pacers vezet, 2–1 |                       |           |                            | Fiserv Forum, Milwaukee Nézőszám: 17 942 Játékvezetők: Marc Davis, Ed Malloy, Justin Van Duyne |

| 2025. április 27. 21:30      | Indiana Pacers                           | 129–103   | Milwaukee Bucks            | Fiserv Forum, Milwaukee Nézőszám: 17 855 Játékvezetők: Tony Brothers, Mark Lindsay, Karl Lane |
| 2025. április 27. 21:30      | (30–24, 33–28, 38–32, 28–19) Jegyzőkönyv |           |                            | Fiserv Forum, Milwaukee Nézőszám: 17 855 Játékvezetők: Tony Brothers, Mark Lindsay, Karl Lane |
| 2025. április 27. 21:30      | Myles Turner 23                          | Pont      | Jánisz Antetokúnmpo 28     | Fiserv Forum, Milwaukee Nézőszám: 17 855 Játékvezetők: Tony Brothers, Mark Lindsay, Karl Lane |
| 2025. április 27. 21:30      | Tyrese Haliburton 8                      | Lepattanó | Jánisz Antetokúnmpo 15     | Fiserv Forum, Milwaukee Nézőszám: 17 855 Játékvezetők: Tony Brothers, Mark Lindsay, Karl Lane |
| 2025. április 27. 21:30      | Tyrese Haliburton 15                     | Gólpassz  | Antetokúnmpo, Porter Jr. 6 | Fiserv Forum, Milwaukee Nézőszám: 17 855 Játékvezetők: Tony Brothers, Mark Lindsay, Karl Lane |
| Az Indiana Pacers vezet, 3–1 |                                          |           |                            | Fiserv Forum, Milwaukee Nézőszám: 17 855 Játékvezetők: Tony Brothers, Mark Lindsay, Karl Lane |

| 2025. április 29.            | Milwaukee Bucks                                 | 118–119 (h. u.) | Indiana Pacers       | Gainbridge Fieldhouse, Indianapolis Nézőszám: 17 274 Játékvezetők: David Guthrie, Courtney Kirkland, Brian Forte |
| 2025. április 29.            | (30–13, 17–28, 28–34, 28–28, 15–16) Jegyzőkönyv |                 |                      | Gainbridge Fieldhouse, Indianapolis Nézőszám: 17 274 Játékvezetők: David Guthrie, Courtney Kirkland, Brian Forte |
| 2025. április 29.            | Gary Trent Jr. 33                               | Pont            | Tyrese Haliburton 26 | Gainbridge Fieldhouse, Indianapolis Nézőszám: 17 274 Játékvezetők: David Guthrie, Courtney Kirkland, Brian Forte |
| 2025. április 29.            | Jánisz Antetokúnmpo 20                          | Lepattanó       | Aaron Nesmith 12     | Gainbridge Fieldhouse, Indianapolis Nézőszám: 17 274 Játékvezetők: David Guthrie, Courtney Kirkland, Brian Forte |
| 2025. április 29.            | Jánisz Antetokúnmpo 13                          | Gólpassz        | Tyrese Haliburton 9  | Gainbridge Fieldhouse, Indianapolis Nézőszám: 17 274 Játékvezetők: David Guthrie, Courtney Kirkland, Brian Forte |
| Indiana Pacers győzelem, 4–1 |                                                 |                 |                      | Gainbridge Fieldhouse, Indianapolis Nézőszám: 17 274 Játékvezetők: David Guthrie, Courtney Kirkland, Brian Forte |

### Nyugati főcsoport

#### (1) Oklahoma City Thunder vs. (8) Memphis Grizzlies
| 2025. április 20. 13:00             | Memphis Grizzlies    | 80–131    | Oklahoma City Thunder | Paycom Center, Oklahoma City Nézőszám: 18 203 Játékvezetők: Tony Brothers, JB DeRosa, Nick Buchert |
| 2025. április 20. 13:00             | Jegyzőkönyv          |           |                       | Paycom Center, Oklahoma City Nézőszám: 18 203 Játékvezetők: Tony Brothers, JB DeRosa, Nick Buchert |
| 2025. április 20. 13:00             | Morant, Bagley 17    | Pont      | Aaron Wiggins 21      | Paycom Center, Oklahoma City Nézőszám: 18 203 Játékvezetők: Tony Brothers, JB DeRosa, Nick Buchert |
| 2025. április 20. 13:00             | Zach Edey 9          | Lepattanó | Chet Holmgren 10      | Paycom Center, Oklahoma City Nézőszám: 18 203 Játékvezetők: Tony Brothers, JB DeRosa, Nick Buchert |
| 2025. április 20. 13:00             | Pippen Jr., Morant 4 | Gólpassz  | Jalen Williams 6      | Paycom Center, Oklahoma City Nézőszám: 18 203 Játékvezetők: Tony Brothers, JB DeRosa, Nick Buchert |
| Az Oklahoma City Thunder vezet, 1–0 |                      |           |                       | Paycom Center, Oklahoma City Nézőszám: 18 203 Játékvezetők: Tony Brothers, JB DeRosa, Nick Buchert |

Ez a negyedik alkalom, hogy a két csapat egymás ellen játszik a rájátszásban, az első 2014 óta. A Thunder kettőt nyert meg az első háromból. Az OKC az első mérkőzésen könnyen nyert, a félidőben 32 ponttal vezetett, amely különbséget végül 51-re növeltek, amely a legnagyobb győzelem volt egy sorozatnyitó mérkőzésen az NBA történetében. Hat Oklahoma City-játékos szerzett legalább tíz pontot, bár Shai Gilgeous-Alexander csak 15-öt ért el, amely szezonja legrosszabb mérkőzése volt. Desmond Bane az első NBA-játékos lett a 21. században, akinek +/– értéke –50 alá esett, –51-gyel.
| 2025. április 22. 19:30             | Memphis Grizzlies                        | 99–118    | Oklahoma City Thunder               | Paycom Center, Oklahoma City Nézőszám: 18 203 Játékvezetők: John Goble, Brian Forte, John Butler |
| 2025. április 22. 19:30             | (17–32, 35–38, 27–20, 20–28) Jegyzőkönyv |           |                                     | Paycom Center, Oklahoma City Nézőszám: 18 203 Játékvezetők: John Goble, Brian Forte, John Butler |
| 2025. április 22. 19:30             | Jaren Jackson Jr. 26                     | Pont      | Shai Gilgeous-Alexander 27          | Paycom Center, Oklahoma City Nézőszám: 18 203 Játékvezetők: John Goble, Brian Forte, John Butler |
| 2025. április 22. 19:30             | Desmond Bane 12                          | Lepattanó | Chet Holmgren 11                    | Paycom Center, Oklahoma City Nézőszám: 18 203 Játékvezetők: John Goble, Brian Forte, John Butler |
| 2025. április 22. 19:30             | Ja Morant 6                              | Gólpassz  | Gilgeous-Alexander, Jal. Williams 5 | Paycom Center, Oklahoma City Nézőszám: 18 203 Játékvezetők: John Goble, Brian Forte, John Butler |
| Az Oklahoma City Thunder vezet, 2–0 |                                          |           |                                     | Paycom Center, Oklahoma City Nézőszám: 18 203 Játékvezetők: John Goble, Brian Forte, John Butler |

| 2025. április 24.                   | Oklahoma City Thunder                    | 114–108   | Memphis Grizzlies    | FedExForum, Memphis Nézőszám: 16 849 Játékvezetők: Josh Tiven, Mitchell Ervin, Kevin Cutler |
| 2025. április 24.                   | (29–40, 22–37, 36–18, 27–13) Jegyzőkönyv |           |                      | FedExForum, Memphis Nézőszám: 16 849 Játékvezetők: Josh Tiven, Mitchell Ervin, Kevin Cutler |
| 2025. április 24.                   | Shai Gilgeous-Alexander 31               | Pont      | Scotty Pippen Jr. 28 | FedExForum, Memphis Nézőszám: 16 849 Játékvezetők: Josh Tiven, Mitchell Ervin, Kevin Cutler |
| 2025. április 24.                   | Chet Holmgren 8                          | Lepattanó | Desmond Bane 8       | FedExForum, Memphis Nézőszám: 16 849 Játékvezetők: Josh Tiven, Mitchell Ervin, Kevin Cutler |
| 2025. április 24.                   | Shai Gilgeous-Alexander 8                | Gólpassz  | Morant, Pippen Jr. 5 | FedExForum, Memphis Nézőszám: 16 849 Játékvezetők: Josh Tiven, Mitchell Ervin, Kevin Cutler |
| Az Oklahoma City Thunder vezet, 3–0 |                                          |           |                      | FedExForum, Memphis Nézőszám: 16 849 Játékvezetők: Josh Tiven, Mitchell Ervin, Kevin Cutler |

| 2025. április 26. 15:30             | Oklahoma City Thunder                    | 117–115   | Memphis Grizzlies    | FedExForum, Memphis Nézőszám: 16 667 Játékvezetők: James Capers, Pat Fraher, Brent Barnaky |
| 2025. április 26. 15:30             | (34–31, 26–28, 28–26, 29–30) Jegyzőkönyv |           |                      | FedExForum, Memphis Nézőszám: 16 667 Játékvezetők: James Capers, Pat Fraher, Brent Barnaky |
| 2025. április 26. 15:30             | Shai Gilgeous-Alexander 38               | Pont      | Scotty Pippen Jr. 30 | FedExForum, Memphis Nézőszám: 16 667 Játékvezetők: James Capers, Pat Fraher, Brent Barnaky |
| 2025. április 26. 15:30             | Isaiah Hartenstein 12                    | Lepattanó | Scotty Pippen Jr. 11 | FedExForum, Memphis Nézőszám: 16 667 Játékvezetők: James Capers, Pat Fraher, Brent Barnaky |
| 2025. április 26. 15:30             | Shai Gilgeous-Alexander 6                | Gólpassz  | Desmond Bane 5       | FedExForum, Memphis Nézőszám: 16 667 Játékvezetők: James Capers, Pat Fraher, Brent Barnaky |
| Oklahoma City Thunder győzelem, 4–0 |                                          |           |                      | FedExForum, Memphis Nézőszám: 16 667 Játékvezetők: James Capers, Pat Fraher, Brent Barnaky |

#### (2) Houston Rockets vs. (7) Golden State Warriors
| 2025. április 20. 21:30            | Golden State Warriors                    | 95–85     | Houston Rockets   | Toyota Center, Houston Nézőszám: 18 055 Játékvezetők: James Capers, Ben Taylor, Gediminas Petraitis |
| 2025. április 20. 21:30            | (18–21, 29–13, 22–26, 26–25) Jegyzőkönyv |           |                   | Toyota Center, Houston Nézőszám: 18 055 Játékvezetők: James Capers, Ben Taylor, Gediminas Petraitis |
| 2025. április 20. 21:30            | Stephen Curry 31                         | Pont      | Alperen Şengün 26 | Toyota Center, Houston Nézőszám: 18 055 Játékvezetők: James Capers, Ben Taylor, Gediminas Petraitis |
| 2025. április 20. 21:30            | Brandin Podziemski 8                     | Lepattanó | Steven Adams 12   | Toyota Center, Houston Nézőszám: 18 055 Játékvezetők: James Capers, Ben Taylor, Gediminas Petraitis |
| 2025. április 20. 21:30            | Jimmy Butler 6                           | Gólpassz  | Fred VanVleet 7   | Toyota Center, Houston Nézőszám: 18 055 Játékvezetők: James Capers, Ben Taylor, Gediminas Petraitis |
| A Golden State Warriors vezet, 1–0 |                                          |           |                   | Toyota Center, Houston Nézőszám: 18 055 Játékvezetők: James Capers, Ben Taylor, Gediminas Petraitis |

Ez az ötödik alkalom, hogy a két csapat egymás ellen játszik a rájátszásban, az első 2019 óta. A Warriers nyerte meg az első négyet.
| 2025. április 23. 21:30 | Golden State Warriors                    | 94–109    | Houston Rockets   | Toyota Center, Houston Nézőszám: 18 055 Játékvezetők: David Guthrie, Courtney Kirkland, Sean Corbin |
| 2025. április 23. 21:30 | (18–28, 28–32, 25–27, 23–22) Jegyzőkönyv |           |                   | Toyota Center, Houston Nézőszám: 18 055 Játékvezetők: David Guthrie, Courtney Kirkland, Sean Corbin |
| 2025. április 23. 21:30 | Stephen Curry 20                         | Pont      | Jalen Green 38    | Toyota Center, Houston Nézőszám: 18 055 Játékvezetők: David Guthrie, Courtney Kirkland, Sean Corbin |
| 2025. április 23. 21:30 | Curry, Green 5                           | Lepattanó | Alperen Şengün 16 | Toyota Center, Houston Nézőszám: 18 055 Játékvezetők: David Guthrie, Courtney Kirkland, Sean Corbin |
| 2025. április 23. 21:30 | Stephen Curry 9                          | Gólpassz  | Alperen Şengün 7  | Toyota Center, Houston Nézőszám: 18 055 Játékvezetők: David Guthrie, Courtney Kirkland, Sean Corbin |
| Döntetlen, 1–1          |                                          |           |                   | Toyota Center, Houston Nézőszám: 18 055 Játékvezetők: David Guthrie, Courtney Kirkland, Sean Corbin |

| 2025. április 26. 20:30            | Houston Rockets                          | 93–104    | Golden State Warriors | Chase Center, San Francisco Nézőszám: 18 064 Játékvezetők: James Williams, Kevin Scott, Curtis Blair |
| 2025. április 26. 20:30            | (22–18, 27–28, 22–23, 22–35) Jegyzőkönyv |           |                       | Chase Center, San Francisco Nézőszám: 18 064 Játékvezetők: James Williams, Kevin Scott, Curtis Blair |
| 2025. április 26. 20:30            | Fred VanVleet 17                         | Pont      | Stephen Curry 36      | Chase Center, San Francisco Nézőszám: 18 064 Játékvezetők: James Williams, Kevin Scott, Curtis Blair |
| 2025. április 26. 20:30            | Alperen Şengün 11                        | Lepattanó | Quinten Post 12       | Chase Center, San Francisco Nézőszám: 18 064 Játékvezetők: James Williams, Kevin Scott, Curtis Blair |
| 2025. április 26. 20:30            | Jalen Green 5                            | Gólpassz  | Stephen Curry 9       | Chase Center, San Francisco Nézőszám: 18 064 Játékvezetők: James Williams, Kevin Scott, Curtis Blair |
| A Golden State Warriors vezet, 2–1 |                                          |           |                       | Chase Center, San Francisco Nézőszám: 18 064 Játékvezetők: James Williams, Kevin Scott, Curtis Blair |

| 2025. április 28. 22:00            | Houston Rockets                          | 106–109   | Golden State Warriors | Chase Center, San Francisco Nézőszám: 18 064 Játékvezetők: John Goble, Bill Kennedy, Pat Fraher |
| 2025. április 28. 22:00            | (26–28, 31–22, 23–32, 26–27) Jegyzőkönyv |           |                       | Chase Center, San Francisco Nézőszám: 18 064 Játékvezetők: John Goble, Bill Kennedy, Pat Fraher |
| 2025. április 28. 22:00            | Alperen Şengün 31                        | Pont      | Jimmy Butler 27       | Chase Center, San Francisco Nézőszám: 18 064 Játékvezetők: John Goble, Bill Kennedy, Pat Fraher |
| 2025. április 28. 22:00            | Alperen Şengün 10                        | Lepattanó | Draymond Green 8      | Chase Center, San Francisco Nézőszám: 18 064 Játékvezetők: John Goble, Bill Kennedy, Pat Fraher |
| 2025. április 28. 22:00            | Fred VanVleet 6                          | Gólpassz  | Jimmy Butler 6        | Chase Center, San Francisco Nézőszám: 18 064 Játékvezetők: John Goble, Bill Kennedy, Pat Fraher |
| A Golden State Warriors vezet, 3–1 |                                          |           |                       | Chase Center, San Francisco Nézőszám: 18 064 Játékvezetők: John Goble, Bill Kennedy, Pat Fraher |

| 2025. április 30. 19:30            | Golden State Warriors | 116–131   | Houston Rockets  | Toyota Center, Houston Nézőszám: 18 055 Játékvezetők: Zach Zarba, Sean Wright, Nick Buchert |
| 2025. április 30. 19:30            | Jegyzőkönyv Részletek |           |                  | Toyota Center, Houston Nézőszám: 18 055 Játékvezetők: Zach Zarba, Sean Wright, Nick Buchert |
| 2025. április 30. 19:30            | Moses Moody 25        | Pont      | Fred VanVleet 26 | Toyota Center, Houston Nézőszám: 18 055 Játékvezetők: Zach Zarba, Sean Wright, Nick Buchert |
| 2025. április 30. 19:30            | Moses Moody 9         | Lepattanó | Alperen Şengün 9 | Toyota Center, Houston Nézőszám: 18 055 Játékvezetők: Zach Zarba, Sean Wright, Nick Buchert |
| 2025. április 30. 19:30            | Stephen Curry 7       | Gólpassz  | Alperen Şengün 9 | Toyota Center, Houston Nézőszám: 18 055 Játékvezetők: Zach Zarba, Sean Wright, Nick Buchert |
| A Golden State Warriors vezet, 3–2 |                       |           |                  | Toyota Center, Houston Nézőszám: 18 055 Játékvezetők: Zach Zarba, Sean Wright, Nick Buchert |

| 2025. május 2. 21:00 | Houston Rockets                          | 115–107   | Golden State Warriors | Chase Center, San Francisco Nézőszám: 18 064 Játékvezetők: James Capers, Mitchell Ervin, JB DeRosa |
| 2025. május 2. 21:00 | (25–21, 28–27, 33–36, 29–23) Jegyzőkönyv |           |                       | Chase Center, San Francisco Nézőszám: 18 064 Játékvezetők: James Capers, Mitchell Ervin, JB DeRosa |
| 2025. május 2. 21:00 | Fred VanVleet 29                         | Pont      | Stephen Curry 29      | Chase Center, San Francisco Nézőszám: 18 064 Játékvezetők: James Capers, Mitchell Ervin, JB DeRosa |
| 2025. május 2. 21:00 | Alperen Şengün 14                        | Lepattanó | Jimmy Butler 9        | Chase Center, San Francisco Nézőszám: 18 064 Játékvezetők: James Capers, Mitchell Ervin, JB DeRosa |
| 2025. május 2. 21:00 | Fred VanVleet 8                          | Gólpassz  | Jimmy Butler 8        | Chase Center, San Francisco Nézőszám: 18 064 Játékvezetők: James Capers, Mitchell Ervin, JB DeRosa |
| Döntetlem, 3–3       |                                          |           |                       | Chase Center, San Francisco Nézőszám: 18 064 Játékvezetők: James Capers, Mitchell Ervin, JB DeRosa |

| 2025. május 4. 20:30                | Golden State Warriors                    | 103–89    | Houston Rockets   | Toyota Center, Houston Nézőszám: 18 055 Játékvezetők: Tony Brothers, James Williams, Kevin Scott |
| 2025. május 4. 20:30                | (23–19, 28–20, 19–23, 33–27) Jegyzőkönyv |           |                   | Toyota Center, Houston Nézőszám: 18 055 Játékvezetők: Tony Brothers, James Williams, Kevin Scott |
| 2025. május 4. 20:30                | Buddy Hield 33                           | Pont      | Amen Thompson 24  | Toyota Center, Houston Nézőszám: 18 055 Játékvezetők: Tony Brothers, James Williams, Kevin Scott |
| 2025. május 4. 20:30                | Stephen Curry 10                         | Lepattanó | Alperen Şengün 14 | Toyota Center, Houston Nézőszám: 18 055 Játékvezetők: Tony Brothers, James Williams, Kevin Scott |
| 2025. május 4. 20:30                | Butler, Curry 7                          | Gólpassz  | Alperen Şengün 5  | Toyota Center, Houston Nézőszám: 18 055 Játékvezetők: Tony Brothers, James Williams, Kevin Scott |
| Golden State Warriors győzelem, 4–3 |                                          |           |                   | Toyota Center, Houston Nézőszám: 18 055 Játékvezetők: Tony Brothers, James Williams, Kevin Scott |

#### (3) Los Angeles Lakers vs. (6) Minnesota Timberwolves
| 2025. április 19. 20:30             | Minnesota Timberwolves                   | 117–95    | Los Angeles Lakers | Crypto.com Arena, Los Angeles Nézőszám: 18 997 Játékvezetők: Marc Davis, Tyler Ford, Brian Forte |
| 2025. április 19. 20:30             | (21–28, 38–20, 35–30, 23–17) Jegyzőkönyv |           |                    | Crypto.com Arena, Los Angeles Nézőszám: 18 997 Játékvezetők: Marc Davis, Tyler Ford, Brian Forte |
| 2025. április 19. 20:30             | Jaden McDaniels 9                        | Pont      | Luka Dončić 37     | Crypto.com Arena, Los Angeles Nézőszám: 18 997 Játékvezetők: Marc Davis, Tyler Ford, Brian Forte |
| 2025. április 19. 20:30             | Jaden McDaniels 9                        | Lepattanó | Luka Dončić 8      | Crypto.com Arena, Los Angeles Nézőszám: 18 997 Játékvezetők: Marc Davis, Tyler Ford, Brian Forte |
| 2025. április 19. 20:30             | Anthony Edwards 9                        | Gólpassz  | James, Reaves 3    | Crypto.com Arena, Los Angeles Nézőszám: 18 997 Játékvezetők: Marc Davis, Tyler Ford, Brian Forte |
| A Minnesota Timberwolves vezet, 1–0 |                                          |           |                    | Crypto.com Arena, Los Angeles Nézőszám: 18 997 Játékvezetők: Marc Davis, Tyler Ford, Brian Forte |

Ez a harmadik alkalom, hogy a két csapat egymás ellen játszik a rájátszásban. A Lakers nyerte meg az első kettőt. A Timberwolves a rájátszás nyitóestéjének legkönnyebb győzelmével szerezte meg a vezetést a sorozatban, a második negyedtől kezdve domináltak. Anthony Edwards majdnem tripla duplát szerzett 22 ponttal, nyolc lepattanóval és kilenc gólpasszal, annak ellenére, hogy 22 próbálkozásából csak nyolcat értékesített. Jaden McDaniels 25 ponttal és kilenc lepattanóval járult hozzá a sikerhez, míg Naz Reid a cserepadról beállva dobott 23 pontot, 67%-os (6/9) hárompontos-hatékonysággal. A Lakers oldalán Luka Dončić 37 pontot és nyolc lepattanót szerzett, de csak egy gólpasszt tudott kiosztani. A kiemelkedő pontszerző-teljesítmény ellenére egyetlen csapattársa se tudta elérni a húszpontos határt, LeBron James volt a legközelebb 19 ponttal, illetve öt lepattanóval és három blokkal. A hazai pályán játszó Lakers dobóhatékonysága kiemelkedően rossz volt, 39,7% (33/83) mezőnyből, illetve 15/41 a hárompontos vonal mögül.
| 2025. április 22. 22:00 | Minnesota Timberwolves                   | 85–93     | Los Angeles Lakers | Crypto.com Arena, Los Angeles Nézőszám: 18 997 Játékvezetők: James Capers, Ben Taylor, Justin Van Duyne |
| 2025. április 22. 22:00 | (15–34, 28–24, 22–23, 20–13) Jegyzőkönyv |           |                    | Crypto.com Arena, Los Angeles Nézőszám: 18 997 Játékvezetők: James Capers, Ben Taylor, Justin Van Duyne |
| 2025. április 22. 22:00 | Julius Randle 27                         | Pont      | Luka Dončić 31     | Crypto.com Arena, Los Angeles Nézőszám: 18 997 Játékvezetők: James Capers, Ben Taylor, Justin Van Duyne |
| 2025. április 22. 22:00 | 3 játékos 6                              | Lepattanó | Luka Dončić 12     | Crypto.com Arena, Los Angeles Nézőszám: 18 997 Játékvezetők: James Capers, Ben Taylor, Justin Van Duyne |
| 2025. április 22. 22:00 | Julius Randle 6                          | Gólpassz  | Luka Dončić 9      | Crypto.com Arena, Los Angeles Nézőszám: 18 997 Játékvezetők: James Capers, Ben Taylor, Justin Van Duyne |
| Döntetlen, 1–1          |                                          |           |                    | Crypto.com Arena, Los Angeles Nézőszám: 18 997 Játékvezetők: James Capers, Ben Taylor, Justin Van Duyne |

Ugyan a negyedik negyedben lecsökkent a két csapat közötti különbség, a Lakers 34–15-ös első negyede után soha nem vezetett a Timberwolves. Luka Dončić 31 pontot szerzett 9/20-as hatékonysággal, 12 lepattanóval és kilenc gólpasszal, míg LeBron James 21 ponttal, 11 lepattanóval és hét gólpasszal járult hozzá a sikerhez. Julius Randle szerezte a Timberwolves legtöbb pontját, 27-et, míg Anthony Edwards 25-öt. Rajtuk kívül egyetlen Timberwolves-játékos se érte el a tíz pontot, a csapat csak 20%-os hatékonysággal dobott a hárompontos vonal mögül.
| 2025. április 25. 21:30             | Los Angeles Lakers                       | 104–116   | Minnesota Timberwolves | Target Center, Minneapolis Nézőszám: 19 312 Játékvezetők: Tony Brothers, Mark Lindsay, Gediminas Petraitis |
| 2025. április 25. 21:30             | (26–32, 32–22, 26–32, 20–30) Jegyzőkönyv |           |                        | Target Center, Minneapolis Nézőszám: 19 312 Játékvezetők: Tony Brothers, Mark Lindsay, Gediminas Petraitis |
| 2025. április 25. 21:30             | LeBron James 38                          | Pont      | Jaden McDaniels 30     | Target Center, Minneapolis Nézőszám: 19 312 Játékvezetők: Tony Brothers, Mark Lindsay, Gediminas Petraitis |
| 2025. április 25. 21:30             | LeBron James 10                          | Lepattanó | Anthony Edwards 10     | Target Center, Minneapolis Nézőszám: 19 312 Játékvezetők: Tony Brothers, Mark Lindsay, Gediminas Petraitis |
| 2025. április 25. 21:30             | Luka Dončić 8                            | Gólpassz  | Anthony Edwards 8      | Target Center, Minneapolis Nézőszám: 19 312 Játékvezetők: Tony Brothers, Mark Lindsay, Gediminas Petraitis |
| A Minnesota Timberwolves vezet, 2–1 |                                          |           |                        | Target Center, Minneapolis Nézőszám: 19 312 Játékvezetők: Tony Brothers, Mark Lindsay, Gediminas Petraitis |

Azt követően, hogy négy pontos hátrányban voltak a félidőben, a Timberwolves második félidőben 59–46 arányban legyőzte a Lakerst, amelynek része volt egy 13–1-es különbségű időszak az utolsó négy és fél percben. LeBron James 38 pontos és 10 lepattanós teljesítménye nem volt elég a Lakersnek, míg a Timberwolves oldalán Jaden McDaniels 30 pontot szerzett. Anthony Edwards 29-cel járult hozzá a sikerhez, egy fontos hárompontost beleértve. A másik oldalon Austin Reavesnek 20 pontja és hét lepattanója volt, míg Dončić 17 ponttal, hét lepattanóval és nyolc gólpasszal zárt.
| 2025. április 27. 15:30             | Los Angeles Lakers                       | 113–116   | Minnesota Timberwolves | Target Center, Minneapolis Nézőszám: 19 289 Játékvezetők: Josh Tiven, Mitchell Ervin, Sean Corbin |
| 2025. április 27. 15:30             | (32–28, 26–33, 36–23, 19–32) Jegyzőkönyv |           |                        | Target Center, Minneapolis Nézőszám: 19 289 Játékvezetők: Josh Tiven, Mitchell Ervin, Sean Corbin |
| 2025. április 27. 15:30             | Luka Dončić 38                           | Pont      | Anthony Edwards 43     | Target Center, Minneapolis Nézőszám: 19 289 Játékvezetők: Josh Tiven, Mitchell Ervin, Sean Corbin |
| 2025. április 27. 15:30             | LeBron James 12                          | Lepattanó | Jaden McDaniels 11     | Target Center, Minneapolis Nézőszám: 19 289 Játékvezetők: Josh Tiven, Mitchell Ervin, Sean Corbin |
| 2025. április 27. 15:30             | LeBron James 8                           | Gólpassz  | Anthony Edwards 6      | Target Center, Minneapolis Nézőszám: 19 289 Játékvezetők: Josh Tiven, Mitchell Ervin, Sean Corbin |
| A Minnesota Timberwolves vezet, 3–1 |                                          |           |                        | Target Center, Minneapolis Nézőszám: 19 289 Játékvezetők: Josh Tiven, Mitchell Ervin, Sean Corbin |

Jaden McDaniels értékesített egy hárompontost 39,5 másodperccel a mérkőzés vége előtt, majd megszerezte a labdát a következő játékmenetben LeBron Jamestől, bebiztosítva a 116–113-as győzelmet a Timberwolves számára, egy győzelemre helyezve a csapatot a továbbjutástól. Anthony Edwards, aki 43 ponttal zárta a mérkőzést, tíz másodperccel a mérkőzés vége előtt a gyűrű felé tört, majd James szabálytalan volt ellene, így két büntetőt is dobhatott, mindkettőt értékesítve, három pontos előnybe helyezve csapatát. A találkozó utolsó pillanataiban Austin Reaves kihagyott egy hárompontost, amely kiegyenlítette volna a mérkőzést. LeBron James pályafutása 144. dupla dupláját szerezte meg a rájátszásban, 27 ponttal és 12 lepattanóval, megelőzve Wilt Chamberlaint az örökranglistán, így már harmadik volt. James ezek mellett hatékony volt a büntetővonalról, és kiemelkedően védekezett, bár a negyedik negyedben egy pontja se volt (először 2017 óta). Luka Dončić jobban játszott, mint az előző mérkőzésen, 38 ponttal zárta a találkozót, míg Hacsimura Rui addigi legjobb teljesítményét mutatta be a sorozatban, 23 ponttal. Reaves összes pontját a második félidőben dobta. Julius Randle és McDaniels 25, illetve 16 ponttal járultak hozzá a győzelemhez, míg az utóbbi tizenegy lepattanót is összeszedett. A Wolves a második félidő nagy részében hátrányban volt. A Lakers a második félidőben egyszer se cserélt, J. J. Reddick az első edző volt az 1970-es évek óta, aki ugyanazzal az ötössel (Reaves, Dončić, Dorian Finney-Smith, James, Hacsimura) játszott végig egy teljes félidőt a rájátszásban.
| 2025. április 30. 22:00              | Minnesota Timberwolves                   | 103–96    | Los Angeles Lakers | Crypto.com Arena, Los Angeles Nézőszám: 18 997 Játékvezetők: John Goble, James Williams, Ray Acosta |
| 2025. április 30. 22:00              | (31–22, 28–27, 22–31, 22–16) Jegyzőkönyv |           |                    | Crypto.com Arena, Los Angeles Nézőszám: 18 997 Játékvezetők: John Goble, James Williams, Ray Acosta |
| 2025. április 30. 22:00              | Rudy Gobert 27                           | Pont      | Luka Dončić 28     | Crypto.com Arena, Los Angeles Nézőszám: 18 997 Játékvezetők: John Goble, James Williams, Ray Acosta |
| 2025. április 30. 22:00              | Rudy Gobert 24                           | Lepattanó | 3 játékos 7        | Crypto.com Arena, Los Angeles Nézőszám: 18 997 Játékvezetők: John Goble, James Williams, Ray Acosta |
| 2025. április 30. 22:00              | Anthony Edwards 8                        | Gólpassz  | Luka Dončić 9      | Crypto.com Arena, Los Angeles Nézőszám: 18 997 Játékvezetők: John Goble, James Williams, Ray Acosta |
| Minnesota Timberwolves győzelem, 4–1 |                                          |           |                    | Crypto.com Arena, Los Angeles Nézőszám: 18 997 Játékvezetők: John Goble, James Williams, Ray Acosta |

#### (4) Denver Nuggets vs. (5) Los Angeles Clippers
| 2025. április 19. 15:30     | Los Angeles Clippers                            | 110–112 (h. u.) | Denver Nuggets  | Ball Arena, Denver Nézőszám: 19 973 Játékvezetők: James Williams, Kevin Scott, Mark Lindsay |
| 2025. április 19. 15:30     | (35–27, 18–22, 22–23, 23–26, 12–14) Jegyzőkönyv |                 |                 | Ball Arena, Denver Nézőszám: 19 973 Játékvezetők: James Williams, Kevin Scott, Mark Lindsay |
| 2025. április 19. 15:30     | James Harden 32                                 | Pont            | Nikola Jokić 29 | Ball Arena, Denver Nézőszám: 19 973 Játékvezetők: James Williams, Kevin Scott, Mark Lindsay |
| 2025. április 19. 15:30     | Ivica Zubac 13                                  | Lepattanó       | Jokić, Murray 9 | Ball Arena, Denver Nézőszám: 19 973 Játékvezetők: James Williams, Kevin Scott, Mark Lindsay |
| 2025. április 19. 15:30     | James Harden 11                                 | Gólpassz        | Nikola Jokić 12 | Ball Arena, Denver Nézőszám: 19 973 Játékvezetők: James Williams, Kevin Scott, Mark Lindsay |
| A Denver Nuggets vezet, 1–0 |                                                 |                 |                 | Ball Arena, Denver Nézőszám: 19 973 Játékvezetők: James Williams, Kevin Scott, Mark Lindsay |

Ez a harmadik alkalom, hogy a két csapat egymás ellen játszik a rájátszásban. Mindkét fél egy-egy sorozatot nyert meg. Ugyan a második negyedben 15 pontos hátrányban is voltak, a Nuggets vissza tudta szerezni az irányítást a mérkőzés felett, és végül hosszabbításban győzött. Nikola Jokić megszokottan domináns volt, 29 pontot, 12 gólpasszt és kilenc lepattanót szerzett, egy lepattanóra a tripla duplától. Jamal Murray 21 ponttal, kilenc lepattanóval és hét gólpasszal zárt, míg Aaron Gordon 25-tel, amelyből hatot a hosszabbításban szerzett. A Clippers két játékosa is dupla duplát szerzett, James Harden 32 ponttal és 11 gólpasszal, míg Ivica Zubac 21 ponttal és 13 lepattanóval fejezte be a találkozót. Kawhi Leonard 22 pontot szerzett, de hétszer is eladta a labdát. Tíz másodperccel a mérkőzés vége előtt, mikor a Nuggets három ponttal vezetett, a Clippersnél volt a labda, de Russell Westbrook jól védekezett, bebiztosítva korábbi csapata vereségét.
| 2025. április 21. 22:00 | Los Angeles Clippers                     | 105–102   | Denver Nuggets        | Ball Arena, Denver Nézőszám: 19 989 Játékvezetők: Marc Davis, Tyler Ford, Ed Malloy |
| 2025. április 21. 22:00 | (25–31, 30–21, 23–24, 27–26) Jegyzőkönyv |           |                       | Ball Arena, Denver Nézőszám: 19 989 Játékvezetők: Marc Davis, Tyler Ford, Ed Malloy |
| 2025. április 21. 22:00 | Kawhi Leonard 39                         | Pont      | Nikola Jokić 26       | Ball Arena, Denver Nézőszám: 19 989 Játékvezetők: Marc Davis, Tyler Ford, Ed Malloy |
| 2025. április 21. 22:00 | Ivica Zubac 12                           | Lepattanó | Michael Porter Jr. 15 | Ball Arena, Denver Nézőszám: 19 989 Játékvezetők: Marc Davis, Tyler Ford, Ed Malloy |
| 2025. április 21. 22:00 | James Harden 7                           | Gólpassz  | Nikola Jokić 10       | Ball Arena, Denver Nézőszám: 19 989 Játékvezetők: Marc Davis, Tyler Ford, Ed Malloy |
| Döntetlen, 1–1          |                                          |           |                       | Ball Arena, Denver Nézőszám: 19 989 Játékvezetők: Marc Davis, Tyler Ford, Ed Malloy |

Kawhi Leonard 39 pontot dobott 15/19-es mezőnymutatóval, ezzel vezette győzelemre a Los Angeles Clipperst, akik kiegyenlítették a Nuggets elleni párharcot. Egy újabb izgalmas mérkőzést láthattunk, 18-szor történt vezetésváltás és 12-szer döntetlent jelzett az eredményjelző. A Nuggets oldalán Nikola Jokić 26 pontot, 12 lepattanót és 10 gólpasszt jegyzett, bár 7 eladott labdája is volt. Jamal Murray 23 ponttal járult hozzá a játékhoz, és Michael Porter Jr. is javított az első meccsbeli 3 pontos teljesítményén, ezúttal 15 pontot és 15 lepattanót szerzett. Míg az első mérkőzésen a Clippers szenvedett az eladott labdákkal, most a Nuggets vétett 20 eladott labdát – pontosan annyit, mint korábban a Clippers –, ráadásul nyolc büntetőt is kihagytak.
| 2025. április 24. 22:00           | Denver Nuggets        | 83–117    | Los Angeles Clippers | Intuit Dome, Inglewood Nézőszám: 17 927 Játékvezetők: James Capers, Ben Taylor, Ray Acosta |
| 2025. április 24. 22:00           | Jegyzőkönyv Részletek |           |                      | Intuit Dome, Inglewood Nézőszám: 17 927 Játékvezetők: James Capers, Ben Taylor, Ray Acosta |
| 2025. április 24. 22:00           | Jokić, Murray 23      | Pont      | Kawhi Leonard 21     | Intuit Dome, Inglewood Nézőszám: 17 927 Játékvezetők: James Capers, Ben Taylor, Ray Acosta |
| 2025. április 24. 22:00           | Nikola Jokić 13       | Lepattanó | Kawhi Leonard 11     | Intuit Dome, Inglewood Nézőszám: 17 927 Játékvezetők: James Capers, Ben Taylor, Ray Acosta |
| 2025. április 24. 22:00           | Nikola Jokić 13       | Gólpassz  | James Harden 9       | Intuit Dome, Inglewood Nézőszám: 17 927 Játékvezetők: James Capers, Ben Taylor, Ray Acosta |
| A Los Angeles Clippers vezet, 2–1 |                       |           |                      | Intuit Dome, Inglewood Nézőszám: 17 927 Játékvezetők: James Capers, Ben Taylor, Ray Acosta |

A harmadik mérkőzésen a Clippers a találkozó egy időszakában 23–2-es különbséggel vezetett az első és második negyedben, amelynek köszönhetően jelentős előnyre tettek szert, és végül megnyerték a találkozót. Ebben a periódusban a Clippers 28 triplakísérletéből 14-et értékesített, ami nagyban hozzájárult a győzelmükhöz. A siker kiegyensúlyozott csapatteljesítményen alapult: Kawhi Leonard 21 ponttal, 11 lepattanóval és hat gólpasszal zárt, Norman Powell egy kisebb hullámvölgyből kilábalva 20 pontot szerzett 7/12-es dobással, Ivica Zubac 20 pontot és kilenc lepattanót gyűjtött, James Harden 19 ponttal, kilenc gólpasszal és hat lepattanóval segítette a csapatot, míg Nicolas Batum a padról beszállva 12 pontot szerzett, négy triplát értékesítve. A Nuggets veresége ellenére Nikola Jokić ismét tripla-duplát ért el: 23 pontot, 13 lepattanót és 13 gólpasszt szerzett 9/14-es mezőnymutatóval. Jamal Murray szintén 23 pontot szerzett 8/15-ös dobással. Ez volt az első rájátszásmérkőzés az Intuit Dome csarnokban.
| 2025. április 26. 18:00 | Denver Nuggets                           | 101–99    | Los Angeles Clippers | Intuit Dome, Inglewood Nézőszám: 19 927 Játékvezetők: Zach Zarba, Sean Wright, Nick Buchert |
| 2025. április 26. 18:00 | (27–22, 23–26, 35–17, 16–34) Jegyzőkönyv |           |                      | Intuit Dome, Inglewood Nézőszám: 19 927 Játékvezetők: Zach Zarba, Sean Wright, Nick Buchert |
| 2025. április 26. 18:00 | Nikola Jokić 36                          | Pont      | Kawhi Leonard 24     | Intuit Dome, Inglewood Nézőszám: 19 927 Játékvezetők: Zach Zarba, Sean Wright, Nick Buchert |
| 2025. április 26. 18:00 | Nikola Jokić 21                          | Lepattanó | Ivica Zubac 12       | Intuit Dome, Inglewood Nézőszám: 19 927 Játékvezetők: Zach Zarba, Sean Wright, Nick Buchert |
| 2025. április 26. 18:00 | Nikola Jokić 8                           | Gólpassz  | James Harden 11      | Intuit Dome, Inglewood Nézőszám: 19 927 Játékvezetők: Zach Zarba, Sean Wright, Nick Buchert |
| Döntetlen, 2–2          |                                          |           |                      | Intuit Dome, Inglewood Nézőszám: 19 927 Játékvezetők: Zach Zarba, Sean Wright, Nick Buchert |

A Nuggets kiegyenlítette a párharcot 2–2-re, Nikola Jokić 36 pontjának, 21 lepattanójának és 8 gólpasszának, valamint Aaron Gordon győztes, utolsó pillanatban szerzett zsákolásának köszönhetően. A Nuggets szoros, kétpontos előnnyel vezetett a félidőben, amely a harmadik negyed végére 85–65-re nőtt. A Clippers azonban ledolgozott egy 22 pontos hátrányt, és egy 32–9-es rohammal átvette a vezetést 97–96-ra, Bogdan Bogdanović támadólepattanója és kosara után, alig több mint egy perccel a rendes játékidő vége előtt. Ezt követően Jokić hárompontos akciója visszavette a vezetést a Nuggetsnek 99–97-re, de Ivica Zubac egyenlített pontosan nyolc másodperccel a vége előtt. A győzelmet Gordon biztosította be, amikor Jokić kihagyott hárompontos dobását zsákolta vissza; a játékvezetők megállapították, hogy a labda még a piros fény felvillanása előtt elhagyta Gordon kezét, így érvényes kosár született, és a Nuggets megnyerte a mérkőzést. Michael Porter Jr. és Christian Braun egyaránt 17 pontot szereztek a Nuggets színeiben. A Clippers legjobb pontszerzője Kawhi Leonard volt 24 ponttal, míg Norman Powell 22 ponttal segítette a csapatot.
| 2025. április 29. 22:00     | Los Angeles Clippers                     | 115–131   | Denver Nuggets     | Ball Arena, Denver Nézőszám: 20 005 Játékvezetők: Josh Tiven, Mitchell Ervin, Karl Lane |
| 2025. április 29. 22:00     | (23–35, 36–32, 24–32, 32–32) Jegyzőkönyv |           |                    | Ball Arena, Denver Nézőszám: 20 005 Játékvezetők: Josh Tiven, Mitchell Ervin, Karl Lane |
| 2025. április 29. 22:00     | Ivica Zubac 27                           | Pont      | Jamal Murray 43    | Ball Arena, Denver Nézőszám: 20 005 Játékvezetők: Josh Tiven, Mitchell Ervin, Karl Lane |
| 2025. április 29. 22:00     | Kawhi Leonard 9                          | Lepattanó | Christian Braun 12 | Ball Arena, Denver Nézőszám: 20 005 Játékvezetők: Josh Tiven, Mitchell Ervin, Karl Lane |
| 2025. április 29. 22:00     | Kawhi Leonard 11                         | Gólpassz  | Nikola Jokić 12    | Ball Arena, Denver Nézőszám: 20 005 Játékvezetők: Josh Tiven, Mitchell Ervin, Karl Lane |
| A Denver Nuggets vezet, 3–2 |                                          |           |                    | Ball Arena, Denver Nézőszám: 20 005 Játékvezetők: Josh Tiven, Mitchell Ervin, Karl Lane |

Jamal Murray robbantott 43 ponttal, 26 dobásból 17-et értékesítve, ebből 14 triplakísérletből 8-at bevágva, ezzel a Denver otthon 3–2-re vezet a párharcban. Russell Westbrook visszatért a negyedik meccs sérülése miatti kihagyása után, és a padról beszállva 21 ponttal járult hozzá a győzelemhez. Aaron Gordon 23 pontot szerzett, míg Nikola Jokić megszerezte a sorozatban a harmadik tripla-dupláját. A Nuggets csapatként 52%-kal céloztak triplából. Ivica Zubac 27 pontot dobott 11/15-ös mezőnymutatóval, ami playoff-pályafutása legjobb eredménye a Clippers középsőjeként. Kawhi Leonard 20 pontot, 11 lepattanót szerzett, és egy gólpasszra volt szüksége a tripla-duplához. Ez volt a Clippers első egymást követő vereségeik sorozata azóta, hogy március 2. és 5. között háromszor egymás után kikaptak.
| 2025. május 1. 22:00 | Denver Nuggets                           | 105–111   | Los Angeles Clippers | Intuit Dome, Inglewood Nézőszám: 19 927 Játékvezetők: David Guthrie, Tyler Ford, Curtis Blair |
| 2025. május 1. 22:00 | (28–25, 29–33, 22–32, 26–21) Jegyzőkönyv |           |                      | Intuit Dome, Inglewood Nézőszám: 19 927 Játékvezetők: David Guthrie, Tyler Ford, Curtis Blair |
| 2025. május 1. 22:00 | Nikola Jokić 25                          | Pont      | James Harden 28      | Intuit Dome, Inglewood Nézőszám: 19 927 Játékvezetők: David Guthrie, Tyler Ford, Curtis Blair |
| 2025. május 1. 22:00 | Russell Westbrook 10                     | Lepattanó | Kawhi Leonard 10     | Intuit Dome, Inglewood Nézőszám: 19 927 Játékvezetők: David Guthrie, Tyler Ford, Curtis Blair |
| 2025. május 1. 22:00 | Jokić, Murray 8                          | Gólpassz  | James Harden 8       | Intuit Dome, Inglewood Nézőszám: 19 927 Játékvezetők: David Guthrie, Tyler Ford, Curtis Blair |
| Döntetlen, 3–3       |                                          |           |                      | Intuit Dome, Inglewood Nézőszám: 19 927 Játékvezetők: David Guthrie, Tyler Ford, Curtis Blair |

James Harden (28 pont és 8 assziszt), Kawhi Leonard (27 pont és 10 lepattanó) és Norman Powell (24 pont, ebből 11 a harmadik negyedben) kiegyensúlyozott teljesítménye segítette a Clippers-t, hogy kiharcolja a sorsdöntő hetedik meccset a Nuggets elleni párharcban. A Clippers 15 pontos előnyt vezetett kevesebb mint hat perccel a vége előtt, de a Denver egy 11–2-es rohamot produkált, amivel 107–101-re csökkentették a Clippers előnyét. Russell Westbrook azonban kihagyott egy ziccert, majd Powell bedobott egy triplát 1:47-tel a vége előtt, amivel visszaállította a Clippers 9 pontos vezetését. Nicolas Batum is továbbra is remekül védekezett a sorozatban, 3 labdaszerzéssel és 2 blokkot jegyzett Nikola Jokić ellen. A Nuggets legjobbjai Jokić volt, aki 25 pontjából 20-at az első félidőben szerzett, valamint Jamal Murray, aki 21 pontot, 8 lepattanót és 8 asszisztot szállított. A Nuggets azzal a szándékkal lép pályára, hogy jóvátegye a tavalyi rájátszásban a Timberwolves ellen otthon elszenvedett meglepetés vereséget a hetedik meccsen, míg a Clippers a 2020-as Nyugati Konferencia-elődöntőben a Nuggets által elszenvedett hetedik meccses vereségért akar visszavágni.
| 2025. május 3. 19:30         | Los Angeles Clippers                     | 101–120   | Denver Nuggets  | Ball Arena, Denver Nézőszám: 19 995 Játékvezetők: Marc Davis, Courtney Kirkland, Ben Taylor |
| 2025. május 3. 19:30         | (26–21, 21–37, 19–35, 35–27) Jegyzőkönyv |           |                 | Ball Arena, Denver Nézőszám: 19 995 Játékvezetők: Marc Davis, Courtney Kirkland, Ben Taylor |
| 2025. május 3. 19:30         | Kawhi Leonard 22                         | Pont      | Aaron Gordon 22 | Ball Arena, Denver Nézőszám: 19 995 Játékvezetők: Marc Davis, Courtney Kirkland, Ben Taylor |
| 2025. május 3. 19:30         | Ivica Zubac 14                           | Lepattanó | Nikola Jokić 10 | Ball Arena, Denver Nézőszám: 19 995 Játékvezetők: Marc Davis, Courtney Kirkland, Ben Taylor |
| 2025. május 3. 19:30         | James Harden 13                          | Gólpassz  | Nikola Jokić 8  | Ball Arena, Denver Nézőszám: 19 995 Játékvezetők: Marc Davis, Courtney Kirkland, Ben Taylor |
| Denver Nuggets győzelem, 4–3 |                                          |           |                 | Ball Arena, Denver Nézőszám: 19 995 Játékvezetők: Marc Davis, Courtney Kirkland, Ben Taylor |

A domináns második (37–21) és harmadik (35–19) negyed elég volt a továbbjutás behúzásához a Nuggets-nek, ami ezzel a győzelemmel a legutóbbi 7 szezonból 6-szor jutott a Főcsoport-elődöntőbe. A mérkőzés során 35 ponttal is vezettek, továbbá 6 játékosuk is kétszámjegyű pontot szerzett e mérkőzés során (Murray, Braun, Porter Jr., Gordon, Jokić és Westbrook). A Clippers-ben egyedül Kawhi Leonard jutott 20 pont fölé. Ez volt Ty Lue első hetedik-meccses veresége edzői pályafutása során.

## Főcsoport-elődöntők

### Keleti főcsoport

#### (1) Cleveland Cavaliers vs. (4) Indiana Pacers
| 2025. május 4. 18:00         | Indiana Pacers                           | 121–112   | Cleveland Cavaliers | Rocket Arena, Cleveland Nézőszám: 19 432 Játékvezetők: Zach Zarba, Sean Wright, Gediminas Petraitis |
| 2025. május 4. 18:00         | (36–25, 28–33, 28–32, 29–22) Jegyzőkönyv |           |                     | Rocket Arena, Cleveland Nézőszám: 19 432 Játékvezetők: Zach Zarba, Sean Wright, Gediminas Petraitis |
| 2025. május 4. 18:00         | Andrew Nembhard 23                       | Pont      | Donovan Mitchell 33 | Rocket Arena, Cleveland Nézőszám: 19 432 Játékvezetők: Zach Zarba, Sean Wright, Gediminas Petraitis |
| 2025. május 4. 18:00         | Myles Turner 11                          | Lepattanó | Evan Mobley 10      | Rocket Arena, Cleveland Nézőszám: 19 432 Játékvezetők: Zach Zarba, Sean Wright, Gediminas Petraitis |
| 2025. május 4. 18:00         | Tyrese Haliburton 13                     | Gólpassz  | Ty Jerome 8         | Rocket Arena, Cleveland Nézőszám: 19 432 Játékvezetők: Zach Zarba, Sean Wright, Gediminas Petraitis |
| Az Indiana Pacers vezet, 1–0 |                                          |           |                     | Rocket Arena, Cleveland Nézőszám: 19 432 Játékvezetők: Zach Zarba, Sean Wright, Gediminas Petraitis |

| 2025. május 6. 19:00         | Indiana Pacers                           | 120–119   | Cleveland Cavaliers | Rocket Arena, Cleveland Nézőszám: 19 432 Játékvezetők: Tony Brothers, David Guthrie, Nick Buchert |
| 2025. május 6. 19:00         | (15–32, 35–29, 34–37, 36–21) Jegyzőkönyv |           |                     | Rocket Arena, Cleveland Nézőszám: 19 432 Játékvezetők: Tony Brothers, David Guthrie, Nick Buchert |
| 2025. május 6. 19:00         | Nesmith, Turner 23                       | Pont      | Donovan Mitchell 48 | Rocket Arena, Cleveland Nézőszám: 19 432 Játékvezetők: Tony Brothers, David Guthrie, Nick Buchert |
| 2025. május 6. 19:00         | Tyrese Haliburton 9                      | Lepattanó | Jarrett Allen 12    | Rocket Arena, Cleveland Nézőszám: 19 432 Játékvezetők: Tony Brothers, David Guthrie, Nick Buchert |
| 2025. május 6. 19:00         | Andrew Nembhard 13                       | Gólpassz  | Donovan Mitchell 9  | Rocket Arena, Cleveland Nézőszám: 19 432 Játékvezetők: Tony Brothers, David Guthrie, Nick Buchert |
| Az Indiana Pacers vezet, 2–0 |                                          |           |                     | Rocket Arena, Cleveland Nézőszám: 19 432 Játékvezetők: Tony Brothers, David Guthrie, Nick Buchert |

| 2025. május 9. 19:30         | Cleveland Cavaliers                      | 126–104   | Indiana Pacers        | Gainbridge Fieldhouse, Indianapolis Nézőszám: 17 274 Játékvezetők: Marc Davis, Josh Tiven, Bill Kennedy |
| 2025. május 9. 19:30         | (32–32, 34–13, 31–34, 29–25) Jegyzőkönyv |           |                       | Gainbridge Fieldhouse, Indianapolis Nézőszám: 17 274 Játékvezetők: Marc Davis, Josh Tiven, Bill Kennedy |
| 2025. május 9. 19:30         | Donovan Mitchell 43                      | Pont      | Bennedict Mathurin 23 | Gainbridge Fieldhouse, Indianapolis Nézőszám: 17 274 Játékvezetők: Marc Davis, Josh Tiven, Bill Kennedy |
| 2025. május 9. 19:30         | Evan Mobley 13                           | Lepattanó | Aaron Nesmith 7       | Gainbridge Fieldhouse, Indianapolis Nézőszám: 17 274 Játékvezetők: Marc Davis, Josh Tiven, Bill Kennedy |
| 2025. május 9. 19:30         | Max Strus 7                              | Gólpassz  | T. J. McConnell 7     | Gainbridge Fieldhouse, Indianapolis Nézőszám: 17 274 Játékvezetők: Marc Davis, Josh Tiven, Bill Kennedy |
| Az Indiana Pacers vezet, 2–1 |                                          |           |                       | Gainbridge Fieldhouse, Indianapolis Nézőszám: 17 274 Játékvezetők: Marc Davis, Josh Tiven, Bill Kennedy |

| 2025. május 11. 20:00        | Cleveland Cavaliers                      | 109–129   | Indiana Pacers    | Gainbridge Fieldhouse, Indianapolis Nézőszám: 17 274 Játékvezetők: John Goble, Kevin Scott, Curtis Blair |
| 2025. május 11. 20:00        | (23–38, 16–42, 38–29, 32–20) Jegyzőkönyv |           |                   | Gainbridge Fieldhouse, Indianapolis Nézőszám: 17 274 Játékvezetők: John Goble, Kevin Scott, Curtis Blair |
| 2025. május 11. 20:00        | Darius Garland 21                        | Pont      | Pascal Siakam 21  | Gainbridge Fieldhouse, Indianapolis Nézőszám: 17 274 Játékvezetők: John Goble, Kevin Scott, Curtis Blair |
| 2025. május 11. 20:00        | Strus, Thompson 6                        | Lepattanó | Myles Turner 7    | Gainbridge Fieldhouse, Indianapolis Nézőszám: 17 274 Játékvezetők: John Goble, Kevin Scott, Curtis Blair |
| 2025. május 11. 20:00        | Darius Garland 6                         | Gólpassz  | T. J. McConnell 8 | Gainbridge Fieldhouse, Indianapolis Nézőszám: 17 274 Játékvezetők: John Goble, Kevin Scott, Curtis Blair |
| Az Indiana Pacers vezet, 3–1 |                                          |           |                   | Gainbridge Fieldhouse, Indianapolis Nézőszám: 17 274 Játékvezetők: John Goble, Kevin Scott, Curtis Blair |

| 2025. május 13. 19:00        | Indiana Pacers                           | 114–105   | Cleveland Cavaliers | Rocket Arena, Cleveland Nézőszám: 19 432 Játékvezetők: James Capers, Ben Taylor, Mark Lindsay |
| 2025. május 13. 19:00        | (19–31, 33–25, 33–20, 29–29) Jegyzőkönyv |           |                     | Rocket Arena, Cleveland Nézőszám: 19 432 Játékvezetők: James Capers, Ben Taylor, Mark Lindsay |
| 2025. május 13. 19:00        | Tyrese Haliburton 31                     | Pont      | Donovan Mitchell 35 | Rocket Arena, Cleveland Nézőszám: 19 432 Játékvezetők: James Capers, Ben Taylor, Mark Lindsay |
| 2025. május 13. 19:00        | Aaron Nesmith 13                         | Lepattanó | Evan Mobley 11      | Rocket Arena, Cleveland Nézőszám: 19 432 Játékvezetők: James Capers, Ben Taylor, Mark Lindsay |
| 2025. május 13. 19:00        | Tyrese Haliburton 8                      | Gólpassz  | Darius Garland 3    | Rocket Arena, Cleveland Nézőszám: 19 432 Játékvezetők: James Capers, Ben Taylor, Mark Lindsay |
| Indiana Pacers győzelem, 4–1 |                                          |           |                     | Rocket Arena, Cleveland Nézőszám: 19 432 Játékvezetők: James Capers, Ben Taylor, Mark Lindsay |

#### (2) Boston Celtics vs. (3) New York Knicks
| 2025. május 5.               | New York Knicks                               | 108–105 (h. u.) | Boston Celtics  | TD Garden, Boston Nézőszám: 19 156 Játékvezetők: Marc Davis, Ben Taylor, JB DeRosa |
| 2025. május 5.               | (25–26, 20–35, 30–23, 25–16, 8–5) Jegyzőkönyv |                 |                 | TD Garden, Boston Nézőszám: 19 156 Játékvezetők: Marc Davis, Ben Taylor, JB DeRosa |
| 2025. május 5.               | Brunson, Anunoby 29                           | Pont            | Brown, Tatum 23 | TD Garden, Boston Nézőszám: 19 156 Játékvezetők: Marc Davis, Ben Taylor, JB DeRosa |
| 2025. május 5.               | Karl-Anthony Towns 13                         | Lepattanó       | Jayson Tatum 16 | TD Garden, Boston Nézőszám: 19 156 Játékvezetők: Marc Davis, Ben Taylor, JB DeRosa |
| 2025. május 5.               | Mikal Bridges 7                               | Gólpassz        | Jayson Tatum 6  | TD Garden, Boston Nézőszám: 19 156 Játékvezetők: Marc Davis, Ben Taylor, JB DeRosa |
| A New York Knicks vezet, 1–0 |                                               |                 |                 | TD Garden, Boston Nézőszám: 19 156 Játékvezetők: Marc Davis, Ben Taylor, JB DeRosa |

| 2025. május 7. 19:00         | New York Knicks                          | 91–90     | Boston Celtics  | TD Garden, Boston Nézőszám: 19 156 Játékvezetők: James Capers, Kevin Scott, Mark Lindsay |
| 2025. május 7. 19:00         | (13–24, 28–26, 20–23, 30–17) Jegyzőkönyv |           |                 | TD Garden, Boston Nézőszám: 19 156 Játékvezetők: James Capers, Kevin Scott, Mark Lindsay |
| 2025. május 7. 19:00         | Josh Hart 23                             | Pont      | Brown, White 20 | TD Garden, Boston Nézőszám: 19 156 Játékvezetők: James Capers, Kevin Scott, Mark Lindsay |
| 2025. május 7. 19:00         | Karl-Anthony Towns 17                    | Lepattanó | Jayson Tatum 14 | TD Garden, Boston Nézőszám: 19 156 Játékvezetők: James Capers, Kevin Scott, Mark Lindsay |
| 2025. május 7. 19:00         | Jalen Brunson 7                          | Gólpassz  | 3 játékos 5     | TD Garden, Boston Nézőszám: 19 156 Játékvezetők: James Capers, Kevin Scott, Mark Lindsay |
| A New York Knicks vezet, 2–0 |                                          |           |                 | TD Garden, Boston Nézőszám: 19 156 Játékvezetők: James Capers, Kevin Scott, Mark Lindsay |

| 2025. május 10. 15:30        | Boston Celtics                           | 115–93    | New York Knicks       | Madison Square Garden, New York Nézőszám: 19 812 Játékvezetők: Zach Zarba, Courtney Kirkland, Justin Van Duyne |
| 2025. május 10. 15:30        | (36–20, 35–26, 25–24, 19–23) Jegyzőkönyv |           |                       | Madison Square Garden, New York Nézőszám: 19 812 Játékvezetők: Zach Zarba, Courtney Kirkland, Justin Van Duyne |
| 2025. május 10. 15:30        | Payton Pritchard 23                      | Pont      | Jalen Brunson 27      | Madison Square Garden, New York Nézőszám: 19 812 Játékvezetők: Zach Zarba, Courtney Kirkland, Justin Van Duyne |
| 2025. május 10. 15:30        | Horford, Tatum 9                         | Lepattanó | Karl-Anthony Towns 15 | Madison Square Garden, New York Nézőszám: 19 812 Játékvezetők: Zach Zarba, Courtney Kirkland, Justin Van Duyne |
| 2025. május 10. 15:30        | Jayson Tatum 7                           | Gólpassz  | Jalen Brunson 7       | Madison Square Garden, New York Nézőszám: 19 812 Játékvezetők: Zach Zarba, Courtney Kirkland, Justin Van Duyne |
| A New York Knicks vezet, 2–1 |                                          |           |                       | Madison Square Garden, New York Nézőszám: 19 812 Játékvezetők: Zach Zarba, Courtney Kirkland, Justin Van Duyne |

| 2025. május 12. 19:30        | Boston Celtics                           | 113–121   | New York Knicks       | Madison Square Garden, New York Nézőszám: 19 812 Játékvezetők: Scott Foster, James Williams, Mitchell Ervin |
| 2025. május 12. 19:30        | (39–28, 23–23, 23–37, 28–34) Jegyzőkönyv |           |                       | Madison Square Garden, New York Nézőszám: 19 812 Játékvezetők: Scott Foster, James Williams, Mitchell Ervin |
| 2025. május 12. 19:30        | Jayson Tatum 42                          | Pont      | Jalen Brunson 39      | Madison Square Garden, New York Nézőszám: 19 812 Játékvezetők: Scott Foster, James Williams, Mitchell Ervin |
| 2025. május 12. 19:30        | Jayson Tatum 8                           | Lepattanó | Karl-Anthony Towns 11 | Madison Square Garden, New York Nézőszám: 19 812 Játékvezetők: Scott Foster, James Williams, Mitchell Ervin |
| 2025. május 12. 19:30        | Horford, Tatum 4                         | Gólpassz  | Jalen Brunson 12      | Madison Square Garden, New York Nézőszám: 19 812 Játékvezetők: Scott Foster, James Williams, Mitchell Ervin |
| A New York Knicks vezet, 3–1 |                                          |           |                       | Madison Square Garden, New York Nézőszám: 19 812 Játékvezetők: Scott Foster, James Williams, Mitchell Ervin |

| 2025. május 14. 19:00        | New York Knicks       | 102–127   | Boston Celtics   | TD Garden, Boston Nézőszám: 19 156 Játékvezetők: Tony Brothers, Josh Tiven, Brian Forte |
| 2025. május 14. 19:00        | Jegyzőkönyv Részletek |           |                  | TD Garden, Boston Nézőszám: 19 156 Játékvezetők: Tony Brothers, Josh Tiven, Brian Forte |
| 2025. május 14. 19:00        | Josh Hart 24          | Pont      | Derrick White 34 | TD Garden, Boston Nézőszám: 19 156 Játékvezetők: Tony Brothers, Josh Tiven, Brian Forte |
| 2025. május 14. 19:00        | Mitchell Robinson 13  | Lepattanó | Luke Kornet 9    | TD Garden, Boston Nézőszám: 19 156 Játékvezetők: Tony Brothers, Josh Tiven, Brian Forte |
| 2025. május 14. 19:00        | Jalen Brunson 6       | Gólpassz  | Jaylen Brown 12  | TD Garden, Boston Nézőszám: 19 156 Játékvezetők: Tony Brothers, Josh Tiven, Brian Forte |
| A New York Knicks vezet, 3–2 |                       |           |                  | TD Garden, Boston Nézőszám: 19 156 Játékvezetők: Tony Brothers, Josh Tiven, Brian Forte |

| 2025. május 16. 20:00         | Boston Celtics                           | 81–119    | New York Knicks       | Madison Square Garden, New York Nézőszám: 19 812 Játékvezetők: James Capers, Tyler Ford, Ed Malloy |
| 2025. május 16. 20:00         | (20–26, 17–38, 20–28, 24–27) Jegyzőkönyv |           |                       | Madison Square Garden, New York Nézőszám: 19 812 Játékvezetők: James Capers, Tyler Ford, Ed Malloy |
| 2025. május 16. 20:00         | Jaylen Brown 20                          | Pont      | Anunoby, Brunson 23   | Madison Square Garden, New York Nézőszám: 19 812 Játékvezetők: James Capers, Tyler Ford, Ed Malloy |
| 2025. május 16. 20:00         | Jaylen Brown 6                           | Lepattanó | Karl-Anthony Towns 12 | Madison Square Garden, New York Nézőszám: 19 812 Játékvezetők: James Capers, Tyler Ford, Ed Malloy |
| 2025. május 16. 20:00         | Jaylen Brown 6                           | Gólpassz  | Josh Hart 11          | Madison Square Garden, New York Nézőszám: 19 812 Játékvezetők: James Capers, Tyler Ford, Ed Malloy |
| New York Knicks győzelem, 4–2 |                                          |           |                       | Madison Square Garden, New York Nézőszám: 19 812 Játékvezetők: James Capers, Tyler Ford, Ed Malloy |

Ezzel a győzelemmel a Knicks csapata 25 év után jutott be újra a keleti főcsoport-dőntőbe, ráadásul 1999 után ez volt az első rájátszás-párharc, amit a hazai csapat nyert meg és ezzel tovább is jutott a Madison Square Garden-ben. A Celtics vereségével eldőlt, hogy egymást után a hatodik szezonban sem sikerült a címvédőnek bejutnia a főcsoport-döntőbe

### Nyugati főcsoport

#### (1) Oklahoma City Thunder vs. (4) Denver Nuggets
| 2025. május 5. 19:30        | Denver Nuggets                           | 121–119   | Oklahoma City Thunder      | Paycom Center, Oklahoma City Nézőszám: 18 203 Játékvezetők: John Goble, Josh Tiven, Karl Lane |
| 2025. május 5. 19:30        | (26–27, 24–33, 35–30, 36–29) Jegyzőkönyv |           |                            | Paycom Center, Oklahoma City Nézőszám: 18 203 Játékvezetők: John Goble, Josh Tiven, Karl Lane |
| 2025. május 5. 19:30        | Nikola Jokić 42                          | Pont      | Shai Gilgeous-Alexander 33 | Paycom Center, Oklahoma City Nézőszám: 18 203 Játékvezetők: John Goble, Josh Tiven, Karl Lane |
| 2025. május 5. 19:30        | Nikola Jokić 22                          | Lepattanó | Shai Gilgeous-Alexander 10 | Paycom Center, Oklahoma City Nézőszám: 18 203 Játékvezetők: John Goble, Josh Tiven, Karl Lane |
| 2025. május 5. 19:30        | Jokić, Murray 6                          | Gólpassz  | Shai Gilgeous-Alexander 8  | Paycom Center, Oklahoma City Nézőszám: 18 203 Játékvezetők: John Goble, Josh Tiven, Karl Lane |
| A Denver Nuggets vezet, 1–0 |                                          |           |                            | Paycom Center, Oklahoma City Nézőszám: 18 203 Játékvezetők: John Goble, Josh Tiven, Karl Lane |

A második félidő nagy részében hátrányban játszva a Nuggets hatalmas fordítást vitt véghez, és 121–119-re győzött, ezzel elvette a pályaelőnyt a Thundertől. Az MVP-esélyes Nikola Jokić ismét domináns teljesítményt nyújtott: 42 ponttal, 22 lepattanóval, 6 gólpasszal és 2 blokkal zárt. Aaron Gordon 22 ponttal és 14 lepattanóval segítette a csapatot, Jamal Murray 21 pontot és 6 asszisztot tett hozzá, Christian Braun 11 pontot és 13 lepattanót szerzett, míg a korábbi Thunder-játékos, Russell Westbrook a kispadról beszállva 18 ponttal járult hozzá a győzelemhez. A Nuggets összesen 72 lepattanót szerzett, ami az ABA–NBA összeolvadás óta a harmadik legtöbb egy playoff-meccsen. A Thunder legjobbja Shai Gilgeous-Alexander volt, aki 33 pontot, 10 lepattanót és 8 gólpasszt jegyzett – mindössze két assziszt híján volt a tripla-duplától. Csereként Alex Caruso 5/9-es triplamutatóval 20 pontot szerzett, de rajta kívül egyik Thunder-játékos sem jutott 20 pont fölé. 10 másodperccel a vége előtt, 1 pontos Thunder-vezetésnél Chet Holmgren két büntetőt dobhatott, de mindkettőt kihagyta. Christian Braun szerezte meg a lepattanót, Russell Westbrook keresztpályás passza után pedig Aaron Gordon dobta be a győztes hárompontost, 4 másodperccel a vége előtt, hőssé válva ezzel Denverben.
| 2025. május 7. 21:30 | Denver Nuggets                           | 106–149   | Oklahoma City Thunder      | Paycom Center, Oklahoma City Nézőszám: 18 203 Játékvezetők: Scott Foster, James Williams, Ed Malloy |
| 2025. május 7. 21:30 | (21–45, 35–42, 20–37, 30–25) Jegyzőkönyv |           |                            | Paycom Center, Oklahoma City Nézőszám: 18 203 Játékvezetők: Scott Foster, James Williams, Ed Malloy |
| 2025. május 7. 21:30 | Russell Westbrook 19                     | Pont      | Shai Gilgeous-Alexander 34 | Paycom Center, Oklahoma City Nézőszám: 18 203 Játékvezetők: Scott Foster, James Williams, Ed Malloy |
| 2025. május 7. 21:30 | Nikola Jokić 8                           | Lepattanó | Chet Holmgren 11           | Paycom Center, Oklahoma City Nézőszám: 18 203 Játékvezetők: Scott Foster, James Williams, Ed Malloy |
| 2025. május 7. 21:30 | Nikola Jokić 6                           | Gólpassz  | Shai Gilgeous-Alexander 8  | Paycom Center, Oklahoma City Nézőszám: 18 203 Játékvezetők: Scott Foster, James Williams, Ed Malloy |
| Döntetlen, 1–1       |                                          |           |                            | Paycom Center, Oklahoma City Nézőszám: 18 203 Játékvezetők: Scott Foster, James Williams, Ed Malloy |

Shai Gilgeous-Alexander három negyed alatt 34 pontot szerzett, és az Oklahoma City Thunder történelmi győzelmet aratott a Denver Nuggets felett 149–106-ra, ezzel 1–1-re kiegyenlítve a párharcot. Az OKC NBA-rájátszásrekordot állított fel az első félidőben szerzett 87 ponttal, ezzel túlszárnyalva a Cleveland Cavaliers 2017. június 9-én a Golden State Warriors ellen dobott 86 pontját a döntő negyedik meccsén. A 149 pont ráadásul a Thunder történetének legtöbb pontja egy playoff-meccsen. Gilgeous-Alexander 13 mezőnykísérletéből 11-et értékesített, 11/11 volt a büntetővonalról, és 8 gólpasszt is kiosztott. Ő vezette azt a nyolc játékost, akik kétszámjegyű ponttal zártak. Nikola Jokić nem tudta megismételni az első meccsbeli dominanciáját, mindössze 17 pontot és 8 lepattanót jegyzett, mielőtt a harmadik negyed végén kipontozódott.
| 2025. május 9. 22:00        | Oklahoma City Thunder                          | 104–113 (h. u.) | Denver Nuggets  | Ball Arena, Denver Nézőszám: 19 993 Játékvezetők: James Capers, Ben Taylor, Ray Acosta |
| 2025. május 9. 22:00        | (28–22, 28–29, 27–29, 19–22, 2–11) Jegyzőkönyv |                 |                 | Ball Arena, Denver Nézőszám: 19 993 Játékvezetők: James Capers, Ben Taylor, Ray Acosta |
| 2025. május 9. 22:00        | Jalen Williams 32                              | Pont            | Jamal Murray 27 | Ball Arena, Denver Nézőszám: 19 993 Játékvezetők: James Capers, Ben Taylor, Ray Acosta |
| 2025. május 9. 22:00        | Chet Holmgren 16                               | Lepattanó       | Nikola Jokić    | Ball Arena, Denver Nézőszám: 19 993 Játékvezetők: James Capers, Ben Taylor, Ray Acosta |
| 2025. május 9. 22:00        | Shai Gilgeous-Alexander 7                      | Gólpassz        | Jamal Murray 8  | Ball Arena, Denver Nézőszám: 19 993 Játékvezetők: James Capers, Ben Taylor, Ray Acosta |
| A Denver Nuggets vezet, 2–1 |                                                |                 |                 | Ball Arena, Denver Nézőszám: 19 993 Játékvezetők: James Capers, Ben Taylor, Ray Acosta |

A Nuggets uralta a hosszabbítást, és 2–1-es vezetést szerzett a párharcban, miközben mindössze két ponton tartotta a Thundert a ráadásban. Jamal Murray vezette a Denvert 27 ponttal, míg Aaron Gordon és Michael Porter Jr. 22, illetve 21 ponttal járult hozzá a sikerhez. A csapat egy gyengébb Nikola Jokić-estét is átvészelt: bár a szerb sztár 20 pontot, 16 lepattanót és 6 gólpasszt jegyzett, 25 mezőnykísérletéből csak 8-at értékesített, és mind a 10 hárompontos kísérletét elhibázta, köztük egy potenciális győztes dobást is. A Thunder oldalán Jalen Williams volt a legeredményesebb 32 ponttal, miután a csapat az előző, 43 pontos győzelem után idegenben lépett pályára. Chet Holmgren 18 pontot szerzett, de ez is kevés volt a győzelemhez. Shai Gilgeous-Alexander szintén 18 ponttal zárt, de végig szenvedett a mezőnyből, 22 kísérletéből csak hetet értékesített, és ő is hibázott egy győztes dobás lehetőségénél, amely a Thundernek adta volna a 2–1-es előnyt.
| 2025. május 11. 15:30 | Oklahoma City Thunder                   | 92–87     | Denver Nuggets  | Ball Arena, Denver Nézőszám: 19 995 Játékvezetők: Tony Brothers, Sean Wright, Tre Maddox |
| 2025. május 11. 15:30 | (17–8, 25–28, 21–33, 29–18) Jegyzőkönyv |           |                 | Ball Arena, Denver Nézőszám: 19 995 Játékvezetők: Tony Brothers, Sean Wright, Tre Maddox |
| 2025. május 11. 15:30 | Shai Gilgeous-Alexander 25              | Pont      | Nikola Jokić 27 | Ball Arena, Denver Nézőszám: 19 995 Játékvezetők: Tony Brothers, Sean Wright, Tre Maddox |
| 2025. május 11. 15:30 | Isaiah Hartenstein 14                   | Lepattanó | Aaron Gordon 16 | Ball Arena, Denver Nézőszám: 19 995 Játékvezetők: Tony Brothers, Sean Wright, Tre Maddox |
| 2025. május 11. 15:30 | Shai Gilgeous-Alexander 6               | Gólpassz  | Aaron Gordon 6  | Ball Arena, Denver Nézőszám: 19 995 Játékvezetők: Tony Brothers, Sean Wright, Tre Maddox |
| Döntetlen, 2–2        |                                         |           |                 | Ball Arena, Denver Nézőszám: 19 995 Játékvezetők: Tony Brothers, Sean Wright, Tre Maddox |

Shai Gilgeous-Alexander a negyedik negyedben szerzett 25 pontjából kilencet, ezzel megmentve az alapszakasz-első Thunder-t attól, hogy 3–1-es hátrányba kerüljön a Denver ellen egy újabb szoros mérkőzésen. Körülbelül 36 órával az előző, fárasztó hosszabbításos, péntek esti harmadik meccs után az anyák napi korai kezdés csúnya első félidőt hozott, amelynek első negyedében összesen csak 25 pont született, és félidőben az OKC 42–36-ra vezetett. A negyedik negyed elején nyolc pontos hátrányban a Thunder egy 11–0-s rohammal ragadta magához az irányítást, amelyet a padról beszálló Cason Wallace (aki két triplát szerzett) és Aaron Wiggins (aki szintén hozzátett egy hármast) vezérelt. Wallace második triplája 8:35-tel a vége előtt 75–73-ra fordította az állást, és innentől már nem engedték ki a vezetést. Nikola Jokić 27 pontot és 13 lepattanót szerzett, de a három gólpassza gyenge teljesítménynek számít ebben a playoff-sorozatban, ráadásul négy eladott labdája mellett így 22 asszisztja mellett már 23 labdaszerzése van ebben a második körös párharcban. Aaron Gordon 15 pontot és 16 lepattanót tett hozzá, de ő is négyszer adta el a labdát.
| 2025. május 13. 21:30               | Denver Nuggets                           | 105–112   | Oklahoma City Thunder      | Paycom Center, Oklahoma City Nézőszám: 18 203 Játékvezetők: Zach Zarba, David Guthrie, Curtis Blair |
| 2025. május 13. 21:30               | (28–27, 28–27, 30–24, 19–34) Jegyzőkönyv |           |                            | Paycom Center, Oklahoma City Nézőszám: 18 203 Játékvezetők: Zach Zarba, David Guthrie, Curtis Blair |
| 2025. május 13. 21:30               | Nikola Jokić 44                          | Pont      | Shai Gilgeous-Alexander 31 | Paycom Center, Oklahoma City Nézőszám: 18 203 Játékvezetők: Zach Zarba, David Guthrie, Curtis Blair |
| 2025. május 13. 21:30               | Nikola Jokić 15                          | Lepattanó | Jalen Williams 9           | Paycom Center, Oklahoma City Nézőszám: 18 203 Játékvezetők: Zach Zarba, David Guthrie, Curtis Blair |
| 2025. május 13. 21:30               | Nikola Jokić 5                           | Gólpassz  | Shai Gilgeous-Alexander 7  | Paycom Center, Oklahoma City Nézőszám: 18 203 Játékvezetők: Zach Zarba, David Guthrie, Curtis Blair |
| Az Oklahoma City Thunder vezet, 3–2 |                                          |           |                            | Paycom Center, Oklahoma City Nézőszám: 18 203 Játékvezetők: Zach Zarba, David Guthrie, Curtis Blair |

Az Oklahoma City legyőzte a Denver sztárja, Nikola Jokić 44 pontját és 15 lepattanóját, valamint a negyedik negyed közepén meglévő 9 pontos hátrányát, így 3–2-es vezetést szerzett otthonában. Shai Gilgeous-Alexander 23 mezőnykísérletéből 12-t értékesített, és lassú kezdés után visszatérve vezette azt a hat játékost, akik kétszámjegyű pontszámmal zártak. Ebből a hat játékosból az egyik Luguentz Dort volt, aki az első három negyedben összesen csak három pontot szerzett, de a negyedik negyed közepén két perc alatt három triplát is bevágott, így 92–90-re csökkentette a Denver előnyét. Jamal Murray 28 pontot szerzett, de 27 kísérletéből csak 10-et értékesített, és a Denverből senki sem ért el 13 pontnál többet.
| 2025. május 15. 20:30 | Oklahoma City Thunder                    | 107–119   | Denver Nuggets  | Ball Arena, Denver Nézőszám: 19 998 Játékvezetők: Marc Davis, Kevin Scott, Mitchell Ervin |
| 2025. május 15. 20:30 | (28–31, 33–27, 21–32, 25–29) Jegyzőkönyv |           |                 | Ball Arena, Denver Nézőszám: 19 998 Játékvezetők: Marc Davis, Kevin Scott, Mitchell Ervin |
| 2025. május 15. 20:30 | Shai Gilgeous-Alexander 32               | Pont      | Nikola Jokić 14 | Ball Arena, Denver Nézőszám: 19 998 Játékvezetők: Marc Davis, Kevin Scott, Mitchell Ervin |
| 2025. május 15. 20:30 | Chet Holmgren 11                         | Lepattanó | Nikola Jokić 14 | Ball Arena, Denver Nézőszám: 19 998 Játékvezetők: Marc Davis, Kevin Scott, Mitchell Ervin |
| 2025. május 15. 20:30 | Jalen Williams 10                        | Gólpassz  | Nikola Jokić 8  | Ball Arena, Denver Nézőszám: 19 998 Játékvezetők: Marc Davis, Kevin Scott, Mitchell Ervin |
| Döntetlen, 3–3        |                                          |           |                 | Ball Arena, Denver Nézőszám: 19 998 Játékvezetők: Marc Davis, Kevin Scott, Mitchell Ervin |

A Denver a sorozat legjobb meccsét játszotta egy 119–107-es győzelemmel, amivel kiharcolta a hetedik, döntő mérkőzést. Nikola Jokić 29 ponttal, 14 lepattanóval és 8 assziszttal járult hozzá a sikerhez. A betegeskedő Jamal Murray, akit a mérkőzés előtt „kérdéses” státuszba soroltak, 25 pontot szerzett, míg Christian Braun pályafutása legjobb rájátszás-teljesítményét nyújtva 23 pontot ért el. A meccs mélyen a harmadik negyedig szoros volt, amikor Julian Strawther két triplával és egy támadó betörésből szerzett kosárral lendületet adott a Nuggets 10–0-s rohamához. Strawther összesen 15 pontot szerzett, mindet a második félidőben. Shai Gilgeous-Alexander 32 pontot dobott 11/16-os mezőnymutatóval, Chet Holmgren pedig 19 ponttal és 11 lepattanóval zárt. A Nuggets harmadik negyedbeli rohamát Gilgeous-Alexander padozása alatt, aki faultproblémákkal küzdött, vezettek. Jalen Williams kiosztott 10 gólpasszt, de ismét gondjai voltak a dobásokkal, 3/19-cel mindössze 6 pontot szerzett, és kihagyott egy teljesen üres hármast, ami 1:35-tel a vége előtt két labdavesztésnyi távolságra hozta volna az OKC-t. A Denver elleni párharc során Williams eddig csak 33%-kal céloz a mezőnyből, és 21%-kal a hármasokból.

A Nuggets nagy tapasztalattal készül a 7. meccsre, hiszen 2019 óta ez a hetedik alkalom, hogy ilyen mérkőzésre kerül sor náluk; viszont ez lesz az első idegenbeli Game 7-es meccsük azóta, hogy 2012-ben kikaptak a Lakers ellen. A Thunder utoljára 2020-ban játszott Game 7-et az első körben, ahol a Rockets verte őket, és az a párharc mára már csak Shai Gilgeous-Alexandert és Luguentz Dortot hagyta a csapatban.
| 2025. május 18. 15:30               | Denver Nuggets                           | 93–125    | Oklahoma City Thunder      | Paycom Center, Oklahoma City Nézőszám: 18 203 Játékvezetők: Scott Foster, Josh Tiven, James Williams |
| 2025. május 18. 15:30               | (26–21, 20–39, 26–37, 21–28) Jegyzőkönyv |           |                            | Paycom Center, Oklahoma City Nézőszám: 18 203 Játékvezetők: Scott Foster, Josh Tiven, James Williams |
| 2025. május 18. 15:30               | Nikola Jokić 20                          | Pont      | Shai Gilgeous-Alexander 35 | Paycom Center, Oklahoma City Nézőszám: 18 203 Játékvezetők: Scott Foster, Josh Tiven, James Williams |
| 2025. május 18. 15:30               | Aaron Gordon 11                          | Lepattanó | Chet Holmgren 11           | Paycom Center, Oklahoma City Nézőszám: 18 203 Játékvezetők: Scott Foster, Josh Tiven, James Williams |
| 2025. május 18. 15:30               | Nikola Jokić 7                           | Gólpassz  | Jalen Williams 8           | Paycom Center, Oklahoma City Nézőszám: 18 203 Játékvezetők: Scott Foster, Josh Tiven, James Williams |
| Oklahoma City Thunder győzelem, 4–3 |                                          |           |                            | Paycom Center, Oklahoma City Nézőszám: 18 203 Játékvezetők: Scott Foster, Josh Tiven, James Williams |

Az Oklahoma City egy kiegyensúlyozott első félidő után a második félidőben simán legyőzte a Denvert, ezzel bejutott első alkalommal 2016 óta a Nyugati Konferencia-döntőbe. Shai Gilgeous-Alexander 35 pontot szerzett 12/19-es mezőnymutatóval, míg Jalen Williams végre kiszabadult a sorozat során tartó hullámvölgyéből, 24 ponttal zárt 10/17-es dobóhatékonysággal. A padról beszálló Alex Caruso és Cason Wallace +40, illetve +38-as +/- mutatóval járultak hozzá a sikerhez. Különösen Caruso játszott kiváló védekezést a jóval magasabb és nagyobb Nikola Jokić ellen. A Denver nagy sérültekkel érkezett a mérkőzésre: Aaron Gordon egy másodfokú combhajlító-sérülés miatt volt korlátozott, míg Michael Porter vállsérüléssel bajlódott. Jokić 20 pontot szórt, de csak 9 dobást vállalt, és 5 labdát adott el. Csapatként a Nuggets 39%-kal céloztak mezőnyből és 22%-kal triplából, míg a Thunder 49%-kal a mezőnyből és 30%-kal a hármasokból talált be.

#### (6) Minnesota Timberwolves vs. (7) Golden State Warriors
| 2025. május 6. 21:30               | Golden State Warriors                    | 99–88     | Minnesota Timberwolves | Target Center, Minneapolis Nézőszám: 19 223 Játékvezetők: Zach Zarba, Bill Kennedy, Sean Corbin |
| 2025. május 6. 21:30               | (18–20, 26–11, 36–29, 19–28) Jegyzőkönyv |           |                        | Target Center, Minneapolis Nézőszám: 19 223 Játékvezetők: Zach Zarba, Bill Kennedy, Sean Corbin |
| 2025. május 6. 21:30               | Buddy Hield 24                           | Pont      | Anthony Edwards 23     | Target Center, Minneapolis Nézőszám: 19 223 Játékvezetők: Zach Zarba, Bill Kennedy, Sean Corbin |
| 2025. május 6. 21:30               | Jimmy Butler 11                          | Lepattanó | Anthony Edwards 14     | Target Center, Minneapolis Nézőszám: 19 223 Játékvezetők: Zach Zarba, Bill Kennedy, Sean Corbin |
| 2025. május 6. 21:30               | Jimmy Butler 8                           | Gólpassz  | Julius Randle 6        | Target Center, Minneapolis Nézőszám: 19 223 Játékvezetők: Zach Zarba, Bill Kennedy, Sean Corbin |
| A Golden State Warriors vezet, 1–0 |                                          |           |                        | Target Center, Minneapolis Nézőszám: 19 223 Játékvezetők: Zach Zarba, Bill Kennedy, Sean Corbin |

Mivel Stephen Curry a mérkőzés nagy részét combhajlító sérülés miatt kihagyta, Jimmy Butler és Buddy Hield vezették győzelemre a Warriorst a Timberwolves elleni első meccsen. Hield ott folytatta, ahol a Houston elleni hetedik meccsen abbahagyta az első kör végén: 24 pontot dobott, és 8 triplakísérletéből 5-öt értékesített. Jimmy Butler 20 ponttal, 11 lepattanóval és 8 gólpasszal járult hozzá a sikerhez, míg Draymond Green az első félidőben négy hárompontost is bedobott, és összesen 18 ponttal zárt. Steve Kerr összesen 12 játékost vetett be a mérkőzésen. Anthony Edwards 23 ponttal és 14 lepattanóval zárt a gyengébb kezdés után, 22 mezőnykísérletéből 9-et értékesített. Naz Reid 19, Julius Randle pedig 16 pontot szerzett a Timberwolves színeiben. A Minnesota gyengén dobott távolról, mindössze 5/29 triplát értékesítettek, és a harmadik negyed végén már 23 pontos hátrányban voltak.
| 2025. május 8. 20:30 | Golden State Warriors                    | 93–117    | Minnesota Timberwolves | Target Center, Minneapolis Nézőszám: 18 978 Játékvezetők: Tony Brothers, Tyler Ford, Brian Forte |
| 2025. május 8. 20:30 | (15–29, 24–27, 26–29, 28–32) Jegyzőkönyv |           |                        | Target Center, Minneapolis Nézőszám: 18 978 Játékvezetők: Tony Brothers, Tyler Ford, Brian Forte |
| 2025. május 8. 20:30 | Jonathan Kuminga 18                      | Pont      | Julius Randle 24       | Target Center, Minneapolis Nézőszám: 18 978 Játékvezetők: Tony Brothers, Tyler Ford, Brian Forte |
| 2025. május 8. 20:30 | Jimmy Butler 7                           | Lepattanó | Edwards, Gobert 9      | Target Center, Minneapolis Nézőszám: 18 978 Játékvezetők: Tony Brothers, Tyler Ford, Brian Forte |
| 2025. május 8. 20:30 | Brandin Podziemski 6                     | Gólpassz  | Julius Randle 11       | Target Center, Minneapolis Nézőszám: 18 978 Játékvezetők: Tony Brothers, Tyler Ford, Brian Forte |
| Döntetlen, 1–1       |                                          |           |                        | Target Center, Minneapolis Nézőszám: 18 978 Játékvezetők: Tony Brothers, Tyler Ford, Brian Forte |

A Timberwolves egyetlen pillanatra sem került hátrányba a mérkőzés során, és az első meccsen elszenvedett nehéz vereség után egy 24 pontos fölényes győzelemmel válaszolt, ezzel 1–1-re egyenlítve a párharcot. A Minnesota remekül kezdett, az első 13 pontot ők szerezték, és az első negyedet 29–15-re hozták. Julius Randle vezette a Timberwolvest egy dupla-duplával: 24 pontot és 11 gólpasszt jegyzett, míg Anthony Edwards 20 ponttal járult hozzá a győzelemhez. A Warriors továbbra is Stephen Curry nélkül játszott, aki a bal combhajlító izomsérülése miatt nem lépett pályára. A Warriors ugyan a harmadik negyedben 7 pontra csökkentette a hátrányát, de nem tudott közelebb kerülni, mivel a Timberwolves gyorsan visszavette az irányítást a meccs felett.
| 2025. május 10. 20:30               | Minnesota Timberwolves                   | 102–97    | Golden State Warriors | Chase Center, San Francisco Nézőszám: 18 064 Játékvezetők: Scott Foster, David Guthrie, Mitchell Ervin |
| 2025. május 10. 20:30               | (21–21, 19–21, 29–31, 33–24) Jegyzőkönyv |           |                       | Chase Center, San Francisco Nézőszám: 18 064 Játékvezetők: Scott Foster, David Guthrie, Mitchell Ervin |
| 2025. május 10. 20:30               | Anthony Edwards 36                       | Pont      | Jimmy Butler 33       | Chase Center, San Francisco Nézőszám: 18 064 Játékvezetők: Scott Foster, David Guthrie, Mitchell Ervin |
| 2025. május 10. 20:30               | Rudy Gobert 13                           | Lepattanó | Brandin Podziemski 8  | Chase Center, San Francisco Nézőszám: 18 064 Játékvezetők: Scott Foster, David Guthrie, Mitchell Ervin |
| 2025. május 10. 20:30               | Julius Randle 12                         | Gólpassz  | Jimmy Butler 7        | Chase Center, San Francisco Nézőszám: 18 064 Játékvezetők: Scott Foster, David Guthrie, Mitchell Ervin |
| A Minnesota Timberwolves vezet, 2–1 |                                          |           |                       | Chase Center, San Francisco Nézőszám: 18 064 Játékvezetők: Scott Foster, David Guthrie, Mitchell Ervin |

Anthony Edwards 36 pontja, Julius Randle tripla-duplája (24 pont, 12 gólpassz, 10 lepattanó), valamint egy 33–24-es utolsó negyed segítette a Timberwolvest ahhoz, hogy 2–1-es előnybe kerüljön a Warriors elleni párharcban. A Warriors továbbra is Stephen Curry nélkül játszott, és az első félidőben mind az öt hárompontos kísérletét elhibázta, ennek ellenére 42–40-es vezetéssel vonultak szünetre. Jimmy Butler 33 ponttal vezette a Warriorst, míg Jonathan Kuminga a kispadról beállva minden pontját – összesen 30-at – csereként szerezte. Trayce Jackson-Davis kezdőként kapott lehetőséget a mérkőzésen, de csak 11 pontig jutott. Draymond Green 4:38-cal a vége előtt kipontozódott, miután szabálytalankodott Jaden McDaniels dobásánál.
| 2025. május 12. 22:00               | Minnesota Timberwolves                   | 117–110   | Golden State Warriors | Chase Center, San Francisco Nézőszám: 18 064 Játékvezetők: Marc Davis, Courtney Kirkland, Pat Fraher |
| 2025. május 12. 22:00               | (27–28, 31–32, 39–17, 20–33) Jegyzőkönyv |           |                       | Chase Center, San Francisco Nézőszám: 18 064 Játékvezetők: Marc Davis, Courtney Kirkland, Pat Fraher |
| 2025. május 12. 22:00               | Julius Randle 31                         | Pont      | Jonathan Kuminga 23   | Chase Center, San Francisco Nézőszám: 18 064 Játékvezetők: Marc Davis, Courtney Kirkland, Pat Fraher |
| 2025. május 12. 22:00               | Jaden McDaniels 13                       | Lepattanó | Kevon Looney 8        | Chase Center, San Francisco Nézőszám: 18 064 Játékvezetők: Marc Davis, Courtney Kirkland, Pat Fraher |
| 2025. május 12. 22:00               | Conley, Edwards 5                        | Gólpassz  | Butler, Moody 3       | Chase Center, San Francisco Nézőszám: 18 064 Játékvezetők: Marc Davis, Courtney Kirkland, Pat Fraher |
| A Minnesota Timberwolves vezet, 3–1 |                                          |           |                       | Chase Center, San Francisco Nézőszám: 18 064 Játékvezetők: Marc Davis, Courtney Kirkland, Pat Fraher |

A Timberwolves ismét uralta a mérkőzés második félidejét, 39–17-re múlta felül a Warriorst, és egy 17–0-s harmadik negyedbeli rohammal megszerezte a második egymást követő párharcban is a 3–1-es vezetést. Julius Randle 31, Anthony Edwards pedig 30 ponttal vezette a Minnesotát. Jonathan Kuminga ismét a kispadról beállva volt a Warriors egyik legjobbja, és a harmadik meccsen szerzett 30 pontja után most 23 pontig jutott, de ez is kevés volt. Jimmy Butler, Draymond Green és Buddy Hield együtt összesen csak 41 pontot termeltek. Ezzel a győzelemmel a Timberwolves mindössze egyetlen sikerre van attól, hogy zsinórban másodszor, összességében pedig harmadszor bejusson a főcsoportdöntőbe. A Warriors ezzel szemben 3–1-es hátrányba került – miután az első körben még ők vezettek 3–1-re a Houston Rockets ellen –, így a kiesés szélére sodródtak.
| 2025. május 14. 20:30                | Golden State Warriors                    | 110–121   | Minnesota Timberwolves | Target Center, Minneapolis Nézőszám: 19 395 Játékvezetők: John Goble, James Williams, Sean Wright |
| 2025. május 14. 20:30                | (23–30, 24–32, 25–31, 38–28) Jegyzőkönyv |           |                        | Target Center, Minneapolis Nézőszám: 19 395 Játékvezetők: John Goble, James Williams, Sean Wright |
| 2025. május 14. 20:30                | Brandin Podziemski 28                    | Pont      | Julius Randle 29       | Target Center, Minneapolis Nézőszám: 19 395 Játékvezetők: John Goble, James Williams, Sean Wright |
| 2025. május 14. 20:30                | 3 játékos 6                              | Lepattanó | Gobert, Randle 8       | Target Center, Minneapolis Nézőszám: 19 395 Játékvezetők: John Goble, James Williams, Sean Wright |
| 2025. május 14. 20:30                | Butler, Green 6                          | Gólpassz  | Anthony Edwards 12     | Target Center, Minneapolis Nézőszám: 19 395 Játékvezetők: John Goble, James Williams, Sean Wright |
| Minnesota Timberwolves győzelem, 4–1 |                                          |           |                        | Target Center, Minneapolis Nézőszám: 19 395 Játékvezetők: John Goble, James Williams, Sean Wright |

Julius Randle továbbra is remek formában játszott ebben a párharcban, ezúttal 29 pontot szerzett 13/18-as mezőnymutatóval, és ezzel a Timberwolves sorozatban második évben bejutott a Nyugati Főcsoport-döntőbe. Anthony Edwards 22 pontot és karrierje eddigi legjobb rájátszás-gólpasszát (12) jegyezte, míg a Timberwolves többi kezdője – Rudy Gobert, Mike Conley és Jaden McDaniels – szintén két számjegyű ponttal zárt, csakúgy mint Donte DiVincenzo a kispadról beállva. A Warriors oldalán Brandin Podziemski playoff-karriercsúcsot jelentő 28 pontot szerzett, Jonathan Kuminga pedig 26 pontot dobott 29 perc alatt, ismét csereként. A Timberwolves az alapszakaszt és a rájátszást együttvéve az elmúlt 31 mérkőzéséből 26-ot megnyert. A franchise történetében immár harmadszor jutott be a főcsoportdöntőbe, és továbbra is veretlen a rájátszás második körében – a Minnesota még sosem veszített el konferencia-elődöntős párharcot.

## Főcsoportdöntők

### Keleti főcsoport: (3) New York Knicks vs. (4) Indiana Pacers
| 2025. május 21. 20:00        | Indiana Pacers                           | 138–135 (h. u.) | New York Knicks  | Madison Square Garden, New York Nézőszám: 19 812 Játékvezetők: Zach Zarba, Ben Taylor, Mitchell Ervin |
| 2025. május 21. 20:00        | (34–36, 28–33, 25–21, 38–35) Jegyzőkönyv |                 |                  | Madison Square Garden, New York Nézőszám: 19 812 Játékvezetők: Zach Zarba, Ben Taylor, Mitchell Ervin |
| 2025. május 21. 20:00        | Tyrese Haliburton 31                     | Pont            | Jalen Brunson 43 | Madison Square Garden, New York Nézőszám: 19 812 Játékvezetők: Zach Zarba, Ben Taylor, Mitchell Ervin |
| 2025. május 21. 20:00        | Obi Toppin 10                            | Lepattanó       | Josh Hart 13     | Madison Square Garden, New York Nézőszám: 19 812 Játékvezetők: Zach Zarba, Ben Taylor, Mitchell Ervin |
| 2025. május 21. 20:00        | Tyrese Haliburton 11                     | Gólpassz        | Josh Hart 7      | Madison Square Garden, New York Nézőszám: 19 812 Játékvezetők: Zach Zarba, Ben Taylor, Mitchell Ervin |
| Az Indiana Pacers vezet, 1–0 |                                          |                 |                  | Madison Square Garden, New York Nézőszám: 19 812 Játékvezetők: Zach Zarba, Ben Taylor, Mitchell Ervin |

A Pacers a rájátszás során harmadszor is végrehajtotta a szinte lehetetlen visszatérést, amikor lenyűgöző, 138–135-ös fordítással nyert a Knicks ellen az első mérkőzésen. A Knicks 14 ponttal vezetett 2 perc 51 másodperccel a vége előtt, de Aaron Nesmith hárompontosok sorozatával tartotta életben a Pacers reményeit, és ő lett az NBA történetének első játékosa, aki egy playoff-mérkőzés negyedik negyedében hat hárompontost értékesített. A Knicks szűk előnyét próbálta megtartani, amikor Karl-Anthony Towns és OG Anunoby is csak 1-ből 2 büntetőt értékesített kevesebb, mint 15 másodperccel a vége előtt. Anunoby utolsó sikeres büntetője 7,1 másodperccel a vége előtt kétpontos vezetést jelentett a Knicksnek. Ekkor Tyrese Haliburton felvezette a labdát, betört, majd visszalépett a hárompontos vonal irányába, és Mitchell Robinson fölött elengedett egy dobást. A labda magasan felpattant a palánkon és a dobásidőmérő felett, majd beesett a gyűrűbe. Haliburton ezután egy „fojtogatós” kézjelet mutatott a közönség felé, utalva a Pacers legendájára, Reggie Millerre, aki ugyanezt tette az 1994-es Keleti Főcsoport-döntő ötödik meccsén (Miller jelen volt a meccsen, a TNT szakkommentátoraként, és Haliburton rá is mutatott a gesztus után). A Pacers játékosai már ünnepeltek, azt gondolva, hogy megnyerték a meccset, de a játékvezetők visszanézték az utolsó jelenetet, és megállapították, hogy Haliburton lába a hárompontos vonalon volt – így hosszabbítás következett. A Pacers 2:51-től a negyedik negyed végéig 20–6-ra múlta felül a Knickset. A hosszabbításban a csapatok fej-fej mellett haladtak, de a Pacers hárompontos előnyét megtartotta. 10,1 másodperccel a vége előtt Brunson és Towns is hibázott egy-egy hárompontost, ami döntetlenné tette volna a mérkőzést, így az Indiana megszerezte a győzelmet. Haliburton 31 ponttal és 11 gólpasszal, míg Nesmith 30 ponttal (8/9 triplából) vezette győzelemre a Pacerst. A Knicks, amelynek a negyedik negyed végén 99,7%-os esélye volt a győzelemre, Brunson (45 pont, 15/25 mezőnyből) és Towns (35 pont, 11/17 mezőnyből, 12 lepattanó) vezetésével harcolt.
| 2025. május 23. 20:00        | Indiana Pacers                           | 114–109   | New York Knicks     | Madison Square Garden, New York Nézőszám: 19 812 Játékvezetők: James Capers, Marc Davis, Kevin Scott |
| 2025. május 23. 20:00        | (24–26, 25–26, 32–29, 33–28) Jegyzőkönyv |           |                     | Madison Square Garden, New York Nézőszám: 19 812 Játékvezetők: James Capers, Marc Davis, Kevin Scott |
| 2025. május 23. 20:00        | Pascal Siakam 39                         | Pont      | Jalen Brunson 36    | Madison Square Garden, New York Nézőszám: 19 812 Játékvezetők: James Capers, Marc Davis, Kevin Scott |
| 2025. május 23. 20:00        | Tyrese Haliburton 8                      | Lepattanó | Mitchell Robinson 9 | Madison Square Garden, New York Nézőszám: 19 812 Játékvezetők: James Capers, Marc Davis, Kevin Scott |
| 2025. május 23. 20:00        | Tyrese Haliburton 11                     | Gólpassz  | Jalen Brunson 11    | Madison Square Garden, New York Nézőszám: 19 812 Játékvezetők: James Capers, Marc Davis, Kevin Scott |
| Az Indiana Pacers vezet, 2–0 |                                          |           |                     | Madison Square Garden, New York Nézőszám: 19 812 Játékvezetők: James Capers, Marc Davis, Kevin Scott |

Az előző meccsen látott hihetetlen Pacers-fordítás után a második találkozón egyik csapat sem tudott 10 pontnál nagyobb előnyt kialakítani. Azonban Indiana ismét győzni tudott, főként Pascal Siakam óriási teljesítményének köszönhetően, aki 39 pontot dobott 15/23-as mezőnymutatóval, és ebből 16 pontot már az első negyedben szerzett. Tyrese Haliburton ezúttal csak 14 pontig jutott (5/16 mezőnyből), de 11 gólpasszal és 8 lepattanóval majdnem tripla-duplát ért el. A Knicks oldalán Jalen Brunson volt a vezér 36 ponttal és 11 assziszttal, de kihagyta a meccset kiegyenlítő triplát a végjátékban, így New York nem tudta befejezni a hajrát. Karl-Anthony Towns 20 pontot és 7 lepattanót jegyzett, de -20-as +/- mutatóval a pályán a legrosszabb volt, emiatt a negyedik negyed nagy részét a padon töltötte. Ezzel a győzelemmel Indiana 2–0-s előnybe került idegenben – akárcsak az előző körben –, és 6–1-re javította idegenbeli mérlegét a rájátszásban. A Knicks viszont már 3–5-re áll a Madison Square Gardenben ebben a playoffban.
| 2025. május 25. 20:00        | New York Knicks                          | 106–100   | Indiana Pacers       | Gainbridge Fieldhouse, Indianapolis Nézőszám: 17 274 Játékvezetők: Scott Foster, Sean Wright, Ed Malloy |
| 2025. május 25. 20:00        | (26–30, 19–28, 25–22, 36–20) Jegyzőkönyv |           |                      | Gainbridge Fieldhouse, Indianapolis Nézőszám: 17 274 Játékvezetők: Scott Foster, Sean Wright, Ed Malloy |
| 2025. május 25. 20:00        | Karl-Anthony Towns 24                    | Pont      | Tyrese Haliburton 20 | Gainbridge Fieldhouse, Indianapolis Nézőszám: 17 274 Játékvezetők: Scott Foster, Sean Wright, Ed Malloy |
| 2025. május 25. 20:00        | Karl-Anthony Towns 15                    | Lepattanó | Aaron Nesmith 7      | Gainbridge Fieldhouse, Indianapolis Nézőszám: 17 274 Játékvezetők: Scott Foster, Sean Wright, Ed Malloy |
| 2025. május 25. 20:00        | Josh Hart 4                              | Gólpassz  | Tyrese Haliburton 6  | Gainbridge Fieldhouse, Indianapolis Nézőszám: 17 274 Játékvezetők: Scott Foster, Sean Wright, Ed Malloy |
| Az Indiana Pacers vezet, 2–1 |                                          |           |                      | Gainbridge Fieldhouse, Indianapolis Nézőszám: 17 274 Játékvezetők: Scott Foster, Sean Wright, Ed Malloy |

A Knicks, amely a harmadik negyed közepén 16 pontos hátrányban volt, és még a negyedik negyed kezdetén is 10 ponttal le volt maradva — miközben fenyegetően közel volt a 3–0-s hátrány — idegenben aratott 106–100-as győzelmével visszakapaszkodott a párharcba. Karl-Anthony Towns uralta a negyedik negyedet, 24 pontjából 20-at ekkor szerzett.
| 2025. május 27. 20:00        | New York Knicks                          | 121–130   | Indiana Pacers       | Gainbridge Fieldhouse, Indianapolis Nézőszám: 17 274 Játékvezetők: John Globe, David Guthrie, Courtney Kirkland |
| 2025. május 27. 20:00        | (35–43, 29–26, 27–33, 30–28) Jegyzőkönyv |           |                      | Gainbridge Fieldhouse, Indianapolis Nézőszám: 17 274 Játékvezetők: John Globe, David Guthrie, Courtney Kirkland |
| 2025. május 27. 20:00        | Jalen Brunson 31                         | Pont      | Tyrese Haliburton 32 | Gainbridge Fieldhouse, Indianapolis Nézőszám: 17 274 Játékvezetők: John Globe, David Guthrie, Courtney Kirkland |
| 2025. május 27. 20:00        | Karl-Anthony Towns 12                    | Lepattanó | Tyrese Haliburton 12 | Gainbridge Fieldhouse, Indianapolis Nézőszám: 17 274 Játékvezetők: John Globe, David Guthrie, Courtney Kirkland |
| 2025. május 27. 20:00        | Jalen Brunson 5                          | Gólpassz  | Tyrese Haliburton 15 | Gainbridge Fieldhouse, Indianapolis Nézőszám: 17 274 Játékvezetők: John Globe, David Guthrie, Courtney Kirkland |
| Az Indiana Pacers vezet, 3–1 |                                          |           |                      | Gainbridge Fieldhouse, Indianapolis Nézőszám: 17 274 Játékvezetők: John Globe, David Guthrie, Courtney Kirkland |

Apjával, John Haliburtonnal a helyszínen – aki visszatérhetett a Gainbridge Fieldhouse-ba, miután az NBA felfüggesztette a Jánisz Antetokúnmpóval történt incidense miatt –, Tyrese Haliburton lett az első játékos a rájátszások történetében, aki 30 pontot, 10 lepattanót, 15 gólpasszt serzett egy meccsen, mindezt nulla eladott labdával azóta, hogy az eladott labdákat 1977–78 óta számon tartják. Teljesítményével a Pacers egy győzelemre került a franchise történetének második NBA-döntőjétől. Jalen Brunson 31 pontot dobott, Karl-Anthony Towns 24 ponttal és 12 lepattanóval zárt, OG Anunoby pedig 22 pontig jutott, de a Knicks negyedik negyedbeli hajrája kevésnek bizonyult. Pascal Siakam 30 pontot tett hozzá, míg Haliburton négy labdaszerzést is bemutatott pályafutása második rájátszásbeli tripla-duplája alkalmával. A korábbi Knicks-játékos, Obi Toppin 46 másodperccel a vége előtt értékesített egy hárompontost, amivel 10 pontra növelte a Pacers előnyét, és ezzel gyakorlatilag eldöntötte a mérkőzést – ez volt az első sikeres hárompontos dobása a sorozatban, miután az előző hat kísérletét kihagyta.
| 2025. május 29. 20:00        | Indiana Pacers                           | 94–111    | New York Knicks       | Madison Square Garden, New York Nézőszám: 19 812 Játékvezetők: Zach Zarba, Josh Tiven, James Williams |
| 2025. május 29. 20:00        | (23–27, 22–29, 28–34, 21–21) Jegyzőkönyv |           |                       | Madison Square Garden, New York Nézőszám: 19 812 Játékvezetők: Zach Zarba, Josh Tiven, James Williams |
| 2025. május 29. 20:00        | Bennedict Mathurin 23                    | Pont      | Jalen Brunson 32      | Madison Square Garden, New York Nézőszám: 19 812 Játékvezetők: Zach Zarba, Josh Tiven, James Williams |
| 2025. május 29. 20:00        | Bennedict Mathurin 9                     | Lepattanó | Karl-Anthony Towns 12 | Madison Square Garden, New York Nézőszám: 19 812 Játékvezetők: Zach Zarba, Josh Tiven, James Williams |
| 2025. május 29. 20:00        | Tyrese Haliburton 6                      | Gólpassz  | Bridges, Brunson 5    | Madison Square Garden, New York Nézőszám: 19 812 Játékvezetők: Zach Zarba, Josh Tiven, James Williams |
| Az Indiana Pacers vezet, 3–2 |                                          |           |                       | Madison Square Garden, New York Nézőszám: 19 812 Játékvezetők: Zach Zarba, Josh Tiven, James Williams |

| 2025. május 31. 20:00 | New York Knicks | – | Indiana Pacers | Gainbridge Fieldhouse, Indianapolis |
| 2025. május 31. 20:00 | Jegyzőkönyv     |   |                | Gainbridge Fieldhouse, Indianapolis |

| 2025. június 2. 20:00 | Indiana Pacers | – | New York Knicks | Madison Square Garden, New York |
| 2025. június 2. 20:00 | Jegyzőkönyv    |   |                 | Madison Square Garden, New York |

### Nyugati főcsoport: (1) Oklahoma City Thunder vs. (6) Minnesota Timberwolves
| 2025. május 20. 20:30               | Minnesota Timberwolves                   | 88–114    | Oklahoma City Thunder      | Paycom Center, Oklahoma City Nézőszám: 18 203 Játékvezetők: James Capers, Tyler Ford, Mark Lindsay |
| 2025. május 20. 20:30               | (23–20, 25–24, 18–32, 22–35) Jegyzőkönyv |           |                            | Paycom Center, Oklahoma City Nézőszám: 18 203 Játékvezetők: James Capers, Tyler Ford, Mark Lindsay |
| 2025. május 20. 20:30               | Julius Randle 28                         | Pont      | Shai Gilgeous-Alexander 31 | Paycom Center, Oklahoma City Nézőszám: 18 203 Játékvezetők: James Capers, Tyler Ford, Mark Lindsay |
| 2025. május 20. 20:30               | Anthony Edwards 9                        | Lepattanó | Joe, Jal. Williams 8       | Paycom Center, Oklahoma City Nézőszám: 18 203 Játékvezetők: James Capers, Tyler Ford, Mark Lindsay |
| 2025. május 20. 20:30               | Naz Reid 4                               | Gólpassz  | Shai Gilgeous-Alexander 9  | Paycom Center, Oklahoma City Nézőszám: 18 203 Játékvezetők: James Capers, Tyler Ford, Mark Lindsay |
| Az Oklahoma City Thunder vezet, 1–0 |                                          |           |                            | Paycom Center, Oklahoma City Nézőszám: 18 203 Játékvezetők: James Capers, Tyler Ford, Mark Lindsay |

A Nuggets elleni fölényes hetedik meccses győzelmük után a Thunder dominálta a mérkőzést, különösen a második félidőben, amikor 70–40-re múlta felül a Timberwolves csapatát. Shai Gilgeous-Alexander 31 pontjából 20-at a második félidőben szerzett. A Thunder egy 10–0-s rohammal átvette a vezetést a harmadik negyedben, 66–60-ra, majd Kenrich Williams a kispadról beállva két egymást követő hárompontost dobott, a negyedik negyed kezdetére 76–66-ra nőtt a különbség a két csapat között. Julius Randle 28 pontot szerzett, de a második félidőben visszafogott teljesítményt nyújtott, mindössze nyolc pontig jutott.
| 2025. május 22. 20:30               | Minnesota Timberwolves                   | 103–118   | Oklahoma City Thunder      | Paycom Center, Oklahoma City Nézőszám: 18 203 Játékvezetők: Scott Foster, Tony Brothers, Pat Fraher |
| 2025. május 22. 20:30               | (25–29, 25–29, 21–35, 32–25) Jegyzőkönyv |           |                            | Paycom Center, Oklahoma City Nézőszám: 18 203 Játékvezetők: Scott Foster, Tony Brothers, Pat Fraher |
| 2025. május 22. 20:30               | Anthony Edwards 32                       | Pont      | Shai Gilgeous-Alexander 38 | Paycom Center, Oklahoma City Nézőszám: 18 203 Játékvezetők: Scott Foster, Tony Brothers, Pat Fraher |
| 2025. május 22. 20:30               | Edwards, Gobert 9                        | Lepattanó | Jalen Williams 10          | Paycom Center, Oklahoma City Nézőszám: 18 203 Játékvezetők: Scott Foster, Tony Brothers, Pat Fraher |
| 2025. május 22. 20:30               | Anthony Edwards 6                        | Gólpassz  | Shai Gilgeous-Alexander    | Paycom Center, Oklahoma City Nézőszám: 18 203 Játékvezetők: Scott Foster, Tony Brothers, Pat Fraher |
| Az Oklahoma City Thunder vezet, 2–0 |                                          |           |                            | Paycom Center, Oklahoma City Nézőszám: 18 203 Játékvezetők: Scott Foster, Tony Brothers, Pat Fraher |

A Thunder megőrizte domináns formáját az első meccs után, és 118–103-ra nyert, amivel 2–0-s előnyre tett szert a Timberwolves ellen. Az OKC ismét uralta a harmadik negyedet, és egy 23–5-ös időszakban eldöntötte a mérkőzést, 24 pontos előnyt kialakítva. Egy nappal azután, hogy bejelentették MVP-díját, Shai Gilgeous-Alexander parádésan játszott, és 38 ponttal valamint 8 gólpasszal vezette a Thundert. Chet Holmgren (22 pont) és Jalen Williams (26 pont, 10 lepattanó) szintén fontos szerepet játszottak a győzelemben. A Minnesota legjobbja Anthony Edwards volt 32 ponttal, de gyengén dobott távolról (1/9 triplából), míg Julius Randle mindössze 6 pontig jutott, és nem tudott érdemben hozzájárulni a támadójátékhoz.
| 2025. május 24. 20:30               | Oklahoma City Thunder                    | 101–143   | Minnesota Timberwolves | Target Center, Minneapolis Nézőszám: 19 112 Játékvezetők: John Goble, Josh Tiven, Curtis Blair |
| 2025. május 24. 20:30               | (14–34, 27–38, 29–35, 31–36) Jegyzőkönyv |           |                        | Target Center, Minneapolis Nézőszám: 19 112 Játékvezetők: John Goble, Josh Tiven, Curtis Blair |
| 2025. május 24. 20:30               | Gilgeous-Alexander, Mitchell 14          | Pont      | Anthony Edwards 30     | Target Center, Minneapolis Nézőszám: 19 112 Játékvezetők: John Goble, Josh Tiven, Curtis Blair |
| 2025. május 24. 20:30               | Isaiah Hartenstein 6                     | Lepattanó | Anthony Edwards 9      | Target Center, Minneapolis Nézőszám: 19 112 Játékvezetők: John Goble, Josh Tiven, Curtis Blair |
| 2025. május 24. 20:30               | Shai Gilgeous-Alexander 6                | Gólpassz  | Anthony Edwards 6      | Target Center, Minneapolis Nézőszám: 19 112 Játékvezetők: John Goble, Josh Tiven, Curtis Blair |
| Az Oklahoma City Thunder vezet, 2–1 |                                          |           |                        | Target Center, Minneapolis Nézőszám: 19 112 Játékvezetők: John Goble, Josh Tiven, Curtis Blair |

A Timberwolves 143–101-es fölényes győzelmet aratott a Thunder ellen, megszerezve első győzelmét a Nyugati főcsoportdöntőben. Anthony Edwards 30 pontot szerzett (közte 5/8 tripla), emellett kilenc lepattanót és hat gólpasszt jegyzett. Julius Randle 24 ponttal járult hozzá a sikerhez, míg az újonc Terrence Shannon Jr. 13 perc alatt 15 pontot dobott. Ez volt a Timberwolves történetének legnagyobb arányú győzelme a rájátszásban.
| 2025. május 26. 20:30               | Oklahoma City Thunder                    | 128–126   | Minnesota Timberwolves      | Target Center, Minneapolis Nézőszám: 19 250 Játékvezetők: Zach Zarba, James Williams, Bill Kennedy |
| 2025. május 26. 20:30               | (37–30, 28–27, 25–28, 38–41) Jegyzőkönyv |           |                             | Target Center, Minneapolis Nézőszám: 19 250 Játékvezetők: Zach Zarba, James Williams, Bill Kennedy |
| 2025. május 26. 20:30               | Shai Gilgeous-Alexander 40               | Pont      | Nickeil Alexander-Walker 23 | Target Center, Minneapolis Nézőszám: 19 250 Játékvezetők: Zach Zarba, James Williams, Bill Kennedy |
| 2025. május 26. 20:30               | Shai Gilgeous-Alexander 9                | Lepattanó | Rudy Gobert 9               | Target Center, Minneapolis Nézőszám: 19 250 Játékvezetők: Zach Zarba, James Williams, Bill Kennedy |
| 2025. május 26. 20:30               | Shai Gilgeous-Alexander 10               | Gólpassz  | Alexander-Walker, Edwards 6 | Target Center, Minneapolis Nézőszám: 19 250 Játékvezetők: Zach Zarba, James Williams, Bill Kennedy |
| Az Oklahoma City Thunder vezet, 3–1 |                                          |           |                             | Target Center, Minneapolis Nézőszám: 19 250 Játékvezetők: Zach Zarba, James Williams, Bill Kennedy |

Az MVP Shai Gilgeous-Alexander 40 pontos rájátszás-karriercsúcsa elég volt ahhoz, hogy az Oklahoma City szoros győzelmet arasson, és 3–1-es előnybe kerüljön a párharc negyedik mérkőzése után. Jalen Williams 34 pontot dobott 13/24-es mezőnymutatóval, közte 6/9 triplával, míg Chet Holmgren 21 ponttal, hét lepattanóval és három blokkal járult hozzá a sikerhez. Gilgeous-Alexander 14 büntetőből 12-t értékesített, és 6,1 másodperccel a vége előtt két sikeres dobásával ismét három pontra növelte a Thunder előnyét. A Timberwolves próbálkozott még: 3,5 másodperccel a vége előtt Anthony Edwardsot faultolták, aki szándékosan kihagyta a második büntetőt abban a reményben, hogy megszerzik a labdát. Azonban Gilgeous-Alexander összeszedte azt a sarokban, majd kiütötte oldalvonalon túlra, hogy lepörgesse az órát. A Minnesota legjobb pontszerzői Jaden McDaniels (22 pont), Nickeil Alexander-Walker (23 pont) és Donte DiVincenzo (21 pont) voltak, utóbbi kettő 5/8-cal dobott a hárompontosról. Julius Randle továbbra is gyenge formában játszott ebben a sorozatban: mindössze 5 pontot szerzett 1/7-es mezőnymutatóval.
| 2025. május 28. 20:30               | Minnesota Timberwolves                  | 94–124    | Oklahoma City Thunder      | Paycom Center, Oklahoma City Nézőszám: 18 203 Játékvezetők: James Capers, Marc Davis, Ben Taylor |
| 2025. május 28. 20:30               | (9–26, 23–39, 30–23, 32–36) Jegyzőkönyv |           |                            | Paycom Center, Oklahoma City Nézőszám: 18 203 Játékvezetők: James Capers, Marc Davis, Ben Taylor |
| 2025. május 28. 20:30               | Julius Randle 24                        | Pont      | Shai Gilgeous-Alexander 34 | Paycom Center, Oklahoma City Nézőszám: 18 203 Játékvezetők: James Capers, Marc Davis, Ben Taylor |
| 2025. május 28. 20:30               | DiVincenzo, Edwards 6                   | Lepattanó | Jalen Williams 8           | Paycom Center, Oklahoma City Nézőszám: 18 203 Játékvezetők: James Capers, Marc Davis, Ben Taylor |
| 2025. május 28. 20:30               | Alexander-Walker, Randle 3              | Gólpassz  | Shai Gilgeous-Alexander    | Paycom Center, Oklahoma City Nézőszám: 18 203 Játékvezetők: James Capers, Marc Davis, Ben Taylor |
| Oklahoma City Thunder győzelem, 4–1 |                                         |           |                            | Paycom Center, Oklahoma City Nézőszám: 18 203 Játékvezetők: James Capers, Marc Davis, Ben Taylor |

## Döntő: (N1) Oklahoma City Thunder vs. (K4) Indiana Pacers
| 2025. június 5. 20:30        | Indiana Pacers                           | 111–110   | Oklahoma City Thunder      | Paycom Center, Oklahoma City Nézőszám: 18 203 Játékvezetők: John Goble, Marc Davis, David Guthrie |
| 2025. június 5. 20:30        | (20–29, 25–28, 31–28, 35–25) Jegyzőkönyv |           |                            | Paycom Center, Oklahoma City Nézőszám: 18 203 Játékvezetők: John Goble, Marc Davis, David Guthrie |
| 2025. június 5. 20:30        | Pascal Siakam 19                         | Pont      | Shai Gilgeous-Alexander 38 | Paycom Center, Oklahoma City Nézőszám: 18 203 Játékvezetők: John Goble, Marc Davis, David Guthrie |
| 2025. június 5. 20:30        | Aaron Nesmith 12                         | Lepattanó | Isaiah Hartenstein 9       | Paycom Center, Oklahoma City Nézőszám: 18 203 Játékvezetők: John Goble, Marc Davis, David Guthrie |
| 2025. június 5. 20:30        | Haliburton, Nembhard 6                   | Gólpassz  | Jalen Williams 6           | Paycom Center, Oklahoma City Nézőszám: 18 203 Játékvezetők: John Goble, Marc Davis, David Guthrie |
| Az Indiana Pacers vezet, 1–0 |                                          |           |                            | Paycom Center, Oklahoma City Nézőszám: 18 203 Játékvezetők: John Goble, Marc Davis, David Guthrie |

| 2025. június 8. 20:30 | Indiana Pacers                           | 107–123   | Oklahoma City Thunder      | Paycom Center, Oklahoma City Nézőszám: 18 203 Játékvezetők: Zach Zarba, James Williams, Ben Taylor |
| 2025. június 8. 20:30 | (20–26, 21–33, 33–34, 33–30) Jegyzőkönyv |           |                            | Paycom Center, Oklahoma City Nézőszám: 18 203 Játékvezetők: Zach Zarba, James Williams, Ben Taylor |
| 2025. június 8. 20:30 | Tyrese Haliburton 17                     | Pont      | Shai Gilgeous-Alexander 34 | Paycom Center, Oklahoma City Nézőszám: 18 203 Játékvezetők: Zach Zarba, James Williams, Ben Taylor |
| 2025. június 8. 20:30 | Pascal Siakam 7                          | Lepattanó | Isaiah Hartenstein 8       | Paycom Center, Oklahoma City Nézőszám: 18 203 Játékvezetők: Zach Zarba, James Williams, Ben Taylor |
| 2025. június 8. 20:30 | Haliburton, McConnell 6                  | Gólpassz  | Shai Gilgeous-Alexander 8  | Paycom Center, Oklahoma City Nézőszám: 18 203 Játékvezetők: Zach Zarba, James Williams, Ben Taylor |
| Döntetlen, 1–1        |                                          |           |                            | Paycom Center, Oklahoma City Nézőszám: 18 203 Játékvezetők: Zach Zarba, James Williams, Ben Taylor |

| 2025. június 11. 20:30       | Oklahoma City Thunder                    | 107–116   | Indiana Pacers        | Gainbridge Fieldhouse, Indianapolis Nézőszám: 17 274 Játékvezetők: James Capers, Tony Brothers, Tyler Ford |
| 2025. június 11. 20:30       | (32–24, 28–40, 29–20, 18–32) Jegyzőkönyv |           |                       | Gainbridge Fieldhouse, Indianapolis Nézőszám: 17 274 Játékvezetők: James Capers, Tony Brothers, Tyler Ford |
| 2025. június 11. 20:30       | Jalen Williams 26                        | Pont      | Bennedict Mathurin 27 | Gainbridge Fieldhouse, Indianapolis Nézőszám: 17 274 Játékvezetők: James Capers, Tony Brothers, Tyler Ford |
| 2025. június 11. 20:30       | Chet Holmgren 10                         | Lepattanó | Tyrese Haliburton 9   | Gainbridge Fieldhouse, Indianapolis Nézőszám: 17 274 Játékvezetők: James Capers, Tony Brothers, Tyler Ford |
| 2025. június 11. 20:30       | Caruso, Gilgeous-Alexander 4             | Gólpassz  | Tyrese Haliburton 11  | Gainbridge Fieldhouse, Indianapolis Nézőszám: 17 274 Játékvezetők: James Capers, Tony Brothers, Tyler Ford |
| Az Indiana Pacers vezet, 2–1 |                                          |           |                       | Gainbridge Fieldhouse, Indianapolis Nézőszám: 17 274 Játékvezetők: James Capers, Tony Brothers, Tyler Ford |

| 2025. június 13. 20:30 | Oklahoma City Thunder                    | 111–104   | Indiana Pacers      | Gainbridge Fieldhouse, Indianapolis Nézőszám: 17 274 Játékvezetők: Scott Foster, Josh Tiven, Sean Wright |
| 2025. június 13. 20:30 | (34–35, 23–25, 23–27, 31–17) Jegyzőkönyv |           |                     | Gainbridge Fieldhouse, Indianapolis Nézőszám: 17 274 Játékvezetők: Scott Foster, Josh Tiven, Sean Wright |
| 2025. június 13. 20:30 | Shai Gilgeous-Alexander 35               | Pont      | Pascal Siakam 20    | Gainbridge Fieldhouse, Indianapolis Nézőszám: 17 274 Játékvezetők: Scott Foster, Josh Tiven, Sean Wright |
| 2025. június 13. 20:30 | Chet Holmgren 15                         | Lepattanó | Aaron Nesmith 9     | Gainbridge Fieldhouse, Indianapolis Nézőszám: 17 274 Játékvezetők: Scott Foster, Josh Tiven, Sean Wright |
| 2025. június 13. 20:30 | Williams, Hartenstein 3                  | Gólpassz  | Tyrese Haliburton 7 | Gainbridge Fieldhouse, Indianapolis Nézőszám: 17 274 Játékvezetők: Scott Foster, Josh Tiven, Sean Wright |
| Döntetlen, 2–2         |                                          |           |                     | Gainbridge Fieldhouse, Indianapolis Nézőszám: 17 274 Játékvezetők: Scott Foster, Josh Tiven, Sean Wright |

| 2025. június 16. 20:30              | Indiana Pacers                           | 109–120   | Oklahoma City Thunder      | Paycom Center, Oklahoma City Nézőszám: 18 203 Játékvezetők: John Goble, Marc Davis, James Williams |
| 2025. június 16. 20:30              | (22–32, 23–27, 34–28, 30–33) Jegyzőkönyv |           |                            | Paycom Center, Oklahoma City Nézőszám: 18 203 Játékvezetők: John Goble, Marc Davis, James Williams |
| 2025. június 16. 20:30              | Pascal Siakam 28                         | Pont      | Jalen Williams 40          | Paycom Center, Oklahoma City Nézőszám: 18 203 Játékvezetők: John Goble, Marc Davis, James Williams |
| 2025. június 16. 20:30              | Bennedict Mathurin 8                     | Lepattanó | Chet Holmgren 11           | Paycom Center, Oklahoma City Nézőszám: 18 203 Játékvezetők: John Goble, Marc Davis, James Williams |
| 2025. június 16. 20:30              | Tyrese Haliburton 6                      | Gólpassz  | Shai Gilgeous-Alexander 10 | Paycom Center, Oklahoma City Nézőszám: 18 203 Játékvezetők: John Goble, Marc Davis, James Williams |
| Az Oklahoma City Thunder vezet, 3–2 |                                          |           |                            | Paycom Center, Oklahoma City Nézőszám: 18 203 Játékvezetők: John Goble, Marc Davis, James Williams |

| 2025. június 19. 20:30 | Oklahoma City Thunder                    | 91–108    | Indiana Pacers    | Gainbridge Fieldhouse, Indianapolis Nézőszám: 17 274 Játékvezetők: Zach Zarba, Tony Brothers, David Guthrie |
| 2025. június 19. 20:30 | (25–28, 17–36, 18–26, 31–18) Jegyzőkönyv |           |                   | Gainbridge Fieldhouse, Indianapolis Nézőszám: 17 274 Játékvezetők: Zach Zarba, Tony Brothers, David Guthrie |
| 2025. június 19. 20:30 | Shai Gilgeous-Alexander 21               | Pont      | Obi Toppin 20     | Gainbridge Fieldhouse, Indianapolis Nézőszám: 17 274 Játékvezetők: Zach Zarba, Tony Brothers, David Guthrie |
| 2025. június 19. 20:30 | Chet Holmgren 6                          | Lepattanó | Pascal Siakam 13  | Gainbridge Fieldhouse, Indianapolis Nézőszám: 17 274 Játékvezetők: Zach Zarba, Tony Brothers, David Guthrie |
| 2025. június 19. 20:30 | Ajay Mitchell 4                          | Gólpassz  | T. J. McConnell 6 | Gainbridge Fieldhouse, Indianapolis Nézőszám: 17 274 Játékvezetők: Zach Zarba, Tony Brothers, David Guthrie |
| Döntetlen, 3–3         |                                          |           |                   | Gainbridge Fieldhouse, Indianapolis Nézőszám: 17 274 Játékvezetők: Zach Zarba, Tony Brothers, David Guthrie |

| 2025. június 22. 20:00              | Indiana Pacers                           | 93–103    | Oklahoma City Thunder      | Paycom Center, Oklahoma City Nézőszám: 18 203 Játékvezetők: James Capers, Josh Tiven, Sean Wright |
| 2025. június 22. 20:00              | (22–25, 26–22, 20–34, 23–22) Jegyzőkönyv |           |                            | Paycom Center, Oklahoma City Nézőszám: 18 203 Játékvezetők: James Capers, Josh Tiven, Sean Wright |
| 2025. június 22. 20:00              | Bennedict Mathurin 24                    | Pont      | Shai Gilgeous-Alexander 29 | Paycom Center, Oklahoma City Nézőszám: 18 203 Játékvezetők: James Capers, Josh Tiven, Sean Wright |
| 2025. június 22. 20:00              | Bennedict Mathurin 13                    | Lepattanó | Isaiah Hartenstein 9       | Paycom Center, Oklahoma City Nézőszám: 18 203 Játékvezetők: James Capers, Josh Tiven, Sean Wright |
| 2025. június 22. 20:00              | Andrew Nembhard 6                        | Gólpassz  | Shai Gilgeous-Alexander 12 | Paycom Center, Oklahoma City Nézőszám: 18 203 Játékvezetők: James Capers, Josh Tiven, Sean Wright |
| Oklahoma City Thunder győzelem, 4–3 |                                          |           |                            | Paycom Center, Oklahoma City Nézőszám: 18 203 Játékvezetők: James Capers, Josh Tiven, Sean Wright |

## Statisztika
| Kategória    | Egy mérkőzés          | Egy mérkőzés                     | Egy mérkőzés | Átlag               | Átlag             | Átlag | Átlag |
| Kategória    | Játékos               | Csapat                           | Statisztika  | Játékos             | Csapat            | Átlag | M.    |
| ------------ | --------------------- | -------------------------------- | ------------ | ------------------- | ----------------- | ----- | ----- |
| Pont         | Donovan Mitchell      | Cleveland Cavaliers              | 48           | Jánisz Antetokúnmpo | Milwaukee Bucks   | 33    | 5     |
| Lepattanó    | Rudy Gobert           | Minnesota Timberwolves           | 24           | Jánisz Antetokúnmpo | Milwaukee Bucks   | 15,4  | 5     |
| Gólpassz     | Tyrese Haliburton     | Indiana Pacers                   | 15           | Tyrese Haliburton   | Indiana Pacers    | 9,5   | 15    |
| Labdaszerzés | Jarrett Allen         | Cleveland Cavaliers              | 6            | Gary Trent Jr.      | Milwaukee Bucks   | 2,6   | 5     |
| Blokk        | Zach Edey Luke Kornet | Memphis Grizzlies Boston Celtics | 7            | Zach Edey           | Memphis Grizzlies | 2,5   | 4     |